# Lista över ledamöter av Society of Antiquaries of London

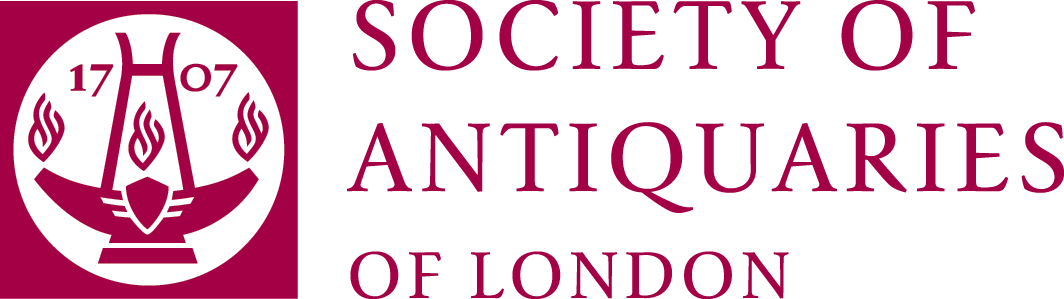
Society of Antiquaries of Londons logotyp.

Det här är en ofullständig lista över ledamöter av Society of Antiquaries of London. Society of Antiquaries of London (ung. "Londons antikvariesällskap") är ett arkeologiskt, vetenskapligt samfund, som i sin nuvarande form grundades 1707. Ledamöter har rätt att bära den postnominella titeln FSA (Fellow of the Society of Antiquaries of London; jfr. svenska motsvarigheter, t.ex. RSO (Riddare av Svärdsorden)).
Listan är sorterad i bokstavsordning efter efternamn och därefter förnamn. I de fall en person har fler än ett efternamn har sorteringen följt standardsorteringen i LIBRIS, GND, ISNI och/eller DNB/Oxford DNB. Årtal som anges för antingen födelse- eller dödsår markeras med f. resp. d., i alla andra fall anges personens levnadsår som ett tidsspann (gäller även andra, viktiga tidsperioder under en persons levnad); där årtal saknas har inga sådana uppgifter kunnat hittas. Osäkra årtalsangivelser är markerade med förkortningen ca. (cirka, kring; markerar ungefärlig uppgift). Nationaliteten på personer i listan är, om inget annat anges, engelsk/brittisk.
För att enklare kunna urskilja ledamöter som kommer från länder utanför samfundets traditionella upptagningsområde, det historiska Storbritannien (här avses England, Normandiska öarna, Isle of Man, Wales, Skottland och – med visst förbehåll – Irland), har dessa markerats med sina respektive landsflaggor. Irländska ledamöter avlidna före unionen med Storbritannien (1 januari 1801 i enlighet med 1800 års unionsakter) är markerade med flaggan för Kungariket Irland.
| Ledamöter av Society of Antiquaries of London                                                                                               |
| --- |
| A · B · C · D · E · F · G · H · I · J · K · L · M · N · O · P · Q · R · S · T · U · V · W · X · Y · Z Se även · Externa länkar · Referenser |

## A

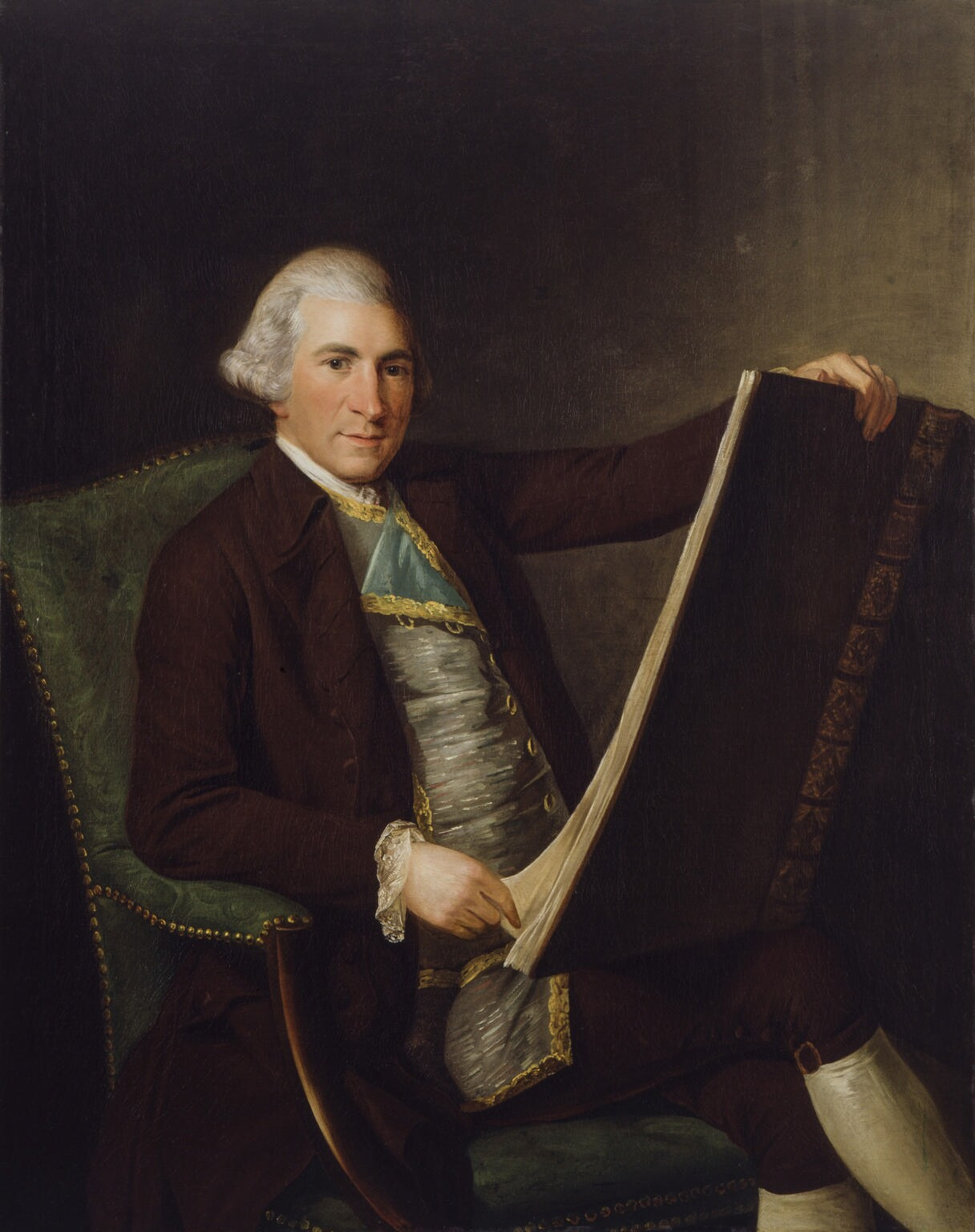
Robert Adam.

- Robert Abdy, 3:e baronet Abdy, 1688–1748, politiker (Tory).
- Robert Adam, 1728–1792, skotsk nyklassicistisk arkitekt, inredningsarkitekt och möbelformgivare.
- Charles Kingsley Adams, 1899–1971, direktör, intendent och sekreterare vid National Portrait Gallery 1951–1964.
- Donald Adamson, f. 1939, biograf, historiker och litteraturkritiker.
- Stewart Ainsworth, f. 1951, landskapsarkeolog och arkeologisk utredare.
- William Francis Ainsworth, 1806–1873, kirurg, kringresande, geograf och geolog, var även skriftställare och redaktör.
- John Yonge Akerman (publicerade under pseudonymen Paul Pindar), 1806–1873, antikvarie specialiserad på numismatik.
- Leslie Alcock, 1925–2006, professor i arkeologi, specialiserad på Storbritanniens tidiga medeltid.
- David Gordon Allen d'Aldecamb Lumsden, baron Lumsden av Cushnie (–2004, överlåtet), 1933–2008.
- Miranda Aldhouse-Green (publicerade tidigare under Miranda Green och Miranda J. Green), f. 1947, professor i arkeologi.
- Bridget Allchin, f. 1927, arkeolog.
- F. Raymond Allchin, 1923–2010, arkeolog.
- Derek Fortrose Allen, 1910–1975, sekreterare i British Academy (BA) 1969–1973, kassör i BA 1973–1975.
- John Romilly Allen, 1847–1907, arkeolog.
- Jabez Allies, 1787–1856, folklivsforskare och antikvarie.
- Percy Willoughby Ames (publicerade under Percy W. Ames), 1853–1919, poet och litteraturforskare, sekreterare i Royal Society of Literature.[kn 1][e]
- Anders Andrén, f. 1952, svensk arkeolog och professor.
- John Anstis d.y., 1708–1754, antikvarie och riksheraldiker, utsågs 1718 till Garter King of Arms, den högsta heraldikerbefattningen inom College of Arms.David Attenborough.

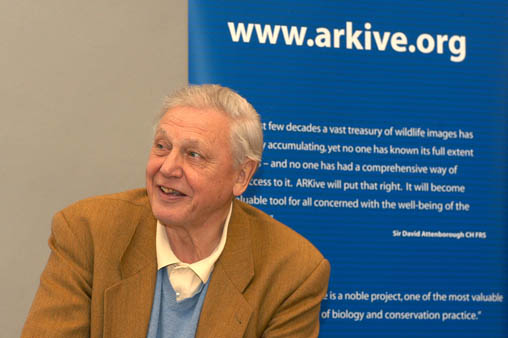
David Attenborough.

- Ian Fife Campbell Anstruther, of that ilk[f], 8:e baronet av Balcaskie och 13:e baronet av Anstruther, 1922–2007, ambassadsekreterare, författare till texter om 1800-talets social- och litteraturhistoria.
- Francis Vyvyan Jago Arundell, 1780–1846, präst och antikvarie specialiserad på Orienten.
- Thomas Ashby, 1874–1931, arkeolog.
- Thomas Astle, 1735–1803, antikvarie och paleograf.
- Mick Aston, 1946–2013, arkeolog specialiserad på landskapsarkeologi och den tidiga medeltiden.
- Charles Athill, 1853–1922, riksheraldiker.
- David Attenborough, f. 1926, zoolog, författare och programledare.
- Alexander Aubert, 1730–1895, amatörastronom och affärsman.
- Joseph Ayloffe, 1708–1781, 6:e baronet Ayloffe, antikvarie.[2]
- William Ayrton, 1777–1858, impressario och musikskribent.

## B

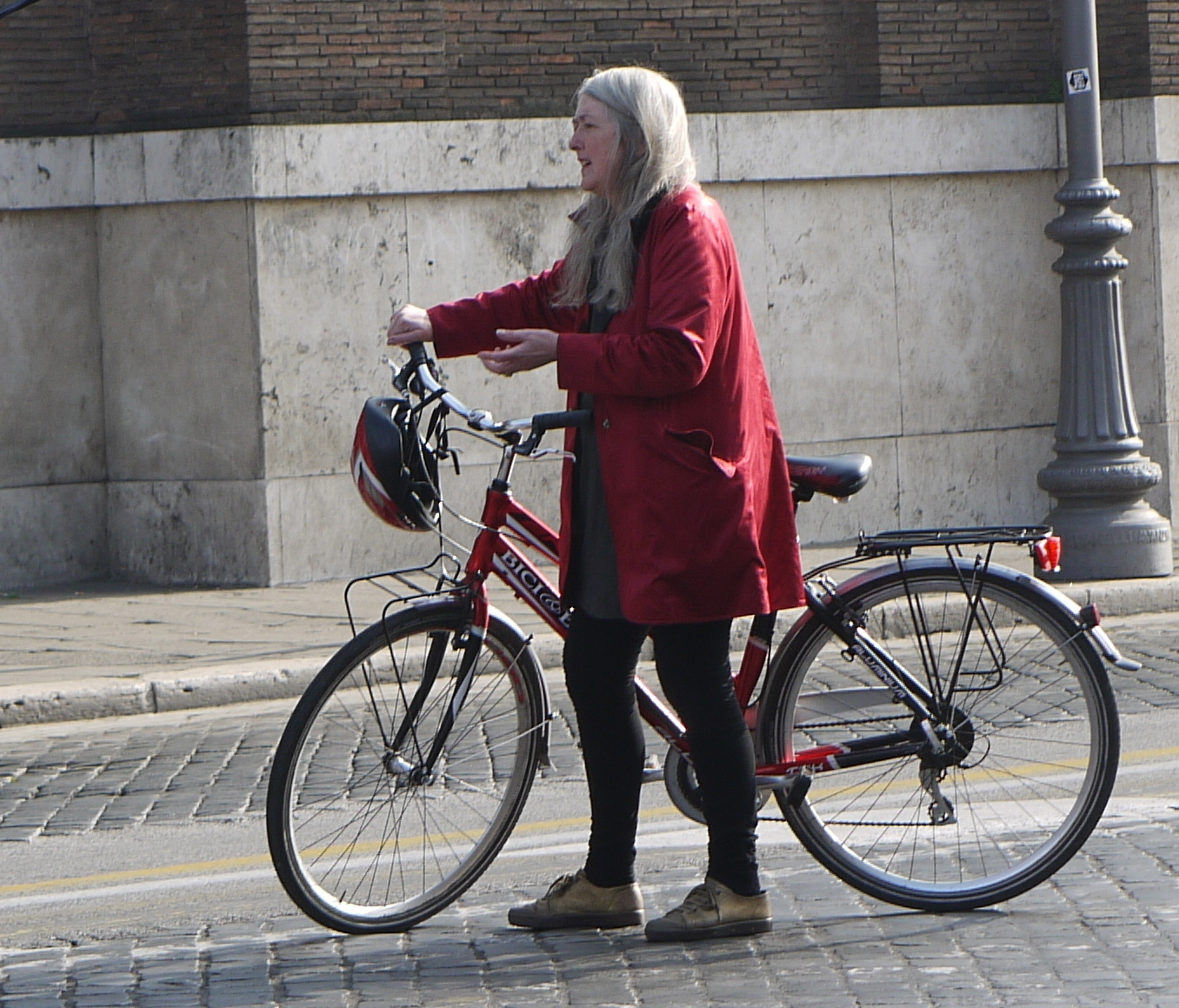
Mary Beard under en tv-inspelning i Rom.

- Henry Baker, 1698–1774, naturalist.
- George Baker, 1:e baronet Baker, 1722–1809, läkare.
- Joseph Banks, 1:e baronet Banks, 1743–1820, naturalist, botaniker och vetenskapsmecenat.
- Alphons Augustinus Barb (f. Alfons Ascher Barb), 1901–1979, österrikisk akademiker, arkeolog, numismatiker, museidirektör och författare.
- Richard William Barber, f. 1941, historiker.
- Alan Barlow, 2:e baronet Barlow, 1881–1968, civiltjänsteman, samlare av islamisk och kinesisk konst.
- Frederick Augusta Barnard, 1743–1830, hovbibliotekarie till Georg III av Storbritannien.
- William Barrett, 1733–1789, kirurg och antikvarie.
- Thomas Barrett-Lennard, 1:e baronet Barrett-Lennard, 1761–1857, politiker.
- Daines Barrington, 1727/8–1800, jurist, antikvarie och naturalist.
- Oswald Barron, 1868–1939, journalist, utbildad inom heraldik och genealogi.
- Wyke Bayliss, 1835–1906, målerikonstnär, författare och poet.
- Mary Beard, f. 1955, professor i klassiska språk vid universitetet i Cambridge och redaktör för Times Literary Supplement.
- John Thomas Barber Beaumont, 1774–1841, arméofficer, målerikonstnär, författare och filantrop.
- Thomas Beckwith, 1731–1786, målerikonstnär, genealog och antikvarie.
- Guy de la Bédoyère, f. 1957, historiker.
- Hugh Bell, 2:e baronet Bell, 1844–1931, borgmästare i Middlebrough.
- Geoffrey de Bellaigue, 1931–2013, Surveyor of the Queen's Works of Art (ung. "inspektör över Drottningens konstsamling") 1972–1996.
- George Rothe Bellew, 1899–1993, riksheraldiker.
- William Bellingham, 1:e baronet Bellingham, 1756–1826, revisor för lager- och inköpskontona till den brittiska flottan.
- William Bennet, 1746–1820, biskop och antikvarie.Robert Bigsby.

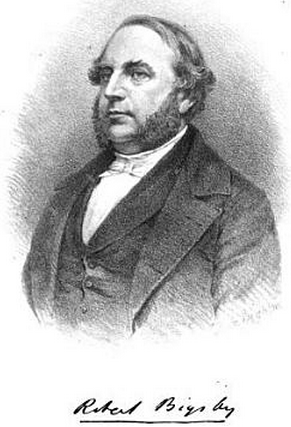
Robert Bigsby.

- Julian Bennett, verksam sedan 1978, arkeolog.
- William Bentinck, 4:e hertig av Portland, 1768–1854, politiker.
- John Brodribb Bergne, 1800–1873, tjänsteman, numismatiker och antikvarie.
- Francis Berkeley, 2:e baron FitzHardinge, 1826–1896, politiker.
- Robert Bigsby, 1806–1873, antikvarie och författare.
- James Bindley, 1737–1818, tjänsteman och antikvarie.
- Kurt Bittel, 1907–1991, tysk förhistoriker, ordförande i Deutschen Archäologischen Instituts.
- John Blair, historiker, invald 1983.
- John Brickdale Blakeway, 1765–1826, advokat, präst och topograf.
- John Thomas Blight, 1835–1911, arkeologisk konstnär.
- Richard Blyke, d. 1775, tjänsteman och antikvarie.
- John Peter Boileau, 1:e baronet Boileau, 1794–1869, arkeolog.
- Thomas William Boord, 1:e baronet Boord, 1838–1912, politiker.
- William Copeland Borlase, 1848–1899, antikvarie och politiker.
- Emrys George Bowen (känd som E. G. Bowen), 1900–1983, walesisk geograf specialiserad på fysisk geografi och socialgeografi.
- John Bowle, 1725–1788, präst och skribent om spansk litteratur.
- Alan Bowman, f. 1944, historiker och rektor vid Basenose College i Oxford.
- Walter Bowman, d. 1782, skotsk antikvarie.
- William Boys, 1735–1803, kirurg och topograf.
- Edward William Brabrook, 1839–1930, civiltjänsteman, författare, antropolog och folklivsforskare.
- Charles Angell Bradford, 1864–1940, skriftställare och historiker.
- Joseph Bradney, 1859–1933, soldat, historiker och arkeolog.
- George Weare Braikenridge, 1775–1856, antikvarie.
- John Braithwaite, 1797–1870, ingenjör.
- John Brand, 1744–1806, antikvarie.
- Owen Salusbury Brereton, 1715–1798, antikvarie.
- John Bridges, 1666–1724, topograf.
- John Trotter Brockett, 1788–1842, advokat, numismatiker och filolog.
- Cyprian Broodbank, verksam sedan 1986, professor i medelhavsområdets arkeologi vid University College London.
- John Charles Brooke, 1748–1794, Somerset Herald of Arms in Ordinary vid College of Arms.
- Christopher N. L. Brooke, medeltidshistoriker.Emrys George Bowen.

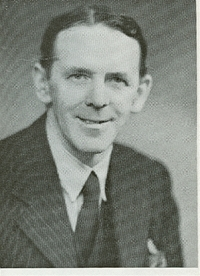
Emrys George Bowen.

- Cornelius Brown, 1852–1907, journalist och historiker.
- Lyde Browne, d. 1787, antikvarie och bankman.
- John Bruce, 1802–1869, antikvarie, tätt knuten till Camden Society.
- Rupert Bruce-Mitford, 1914–1994, arkeolog.
- Samuel Egerton Brydges, 1:e baronet Brydges, 1762–1837, bibliograf och genealog.
- Patrick Brydone, 1741–1818, skotsk kringresande och författare, kontrollör vid brittiska stämpelkontoret.
- John Buckler, 1770–1851, konstnär.
- Henry Farnham Burke, 1859–1930, engelsk-irländsk riksheraldiker.
- Richard Burne, 1882–1970, domprost.
- James Burrough, 1691–1764, akademiker, antikvarie och amatörarkitekt.
- James Burrow, 1701–1782, protokollförare vid advokatsamfundet "The Honourable Society of the Inner Temple".
- Charles William Bury, 1:e earl av Charleville, 1764–1835, irländsk markägare, antikvarie och politiker.[3][g]
- George Slade Butler, 1821–1882, jurist och antikvarie.
- James Byres, 1733–1817, skotsk arkitekt, antikvarie samt handlare i målningar av gamla mästare och antikviteter.

## C

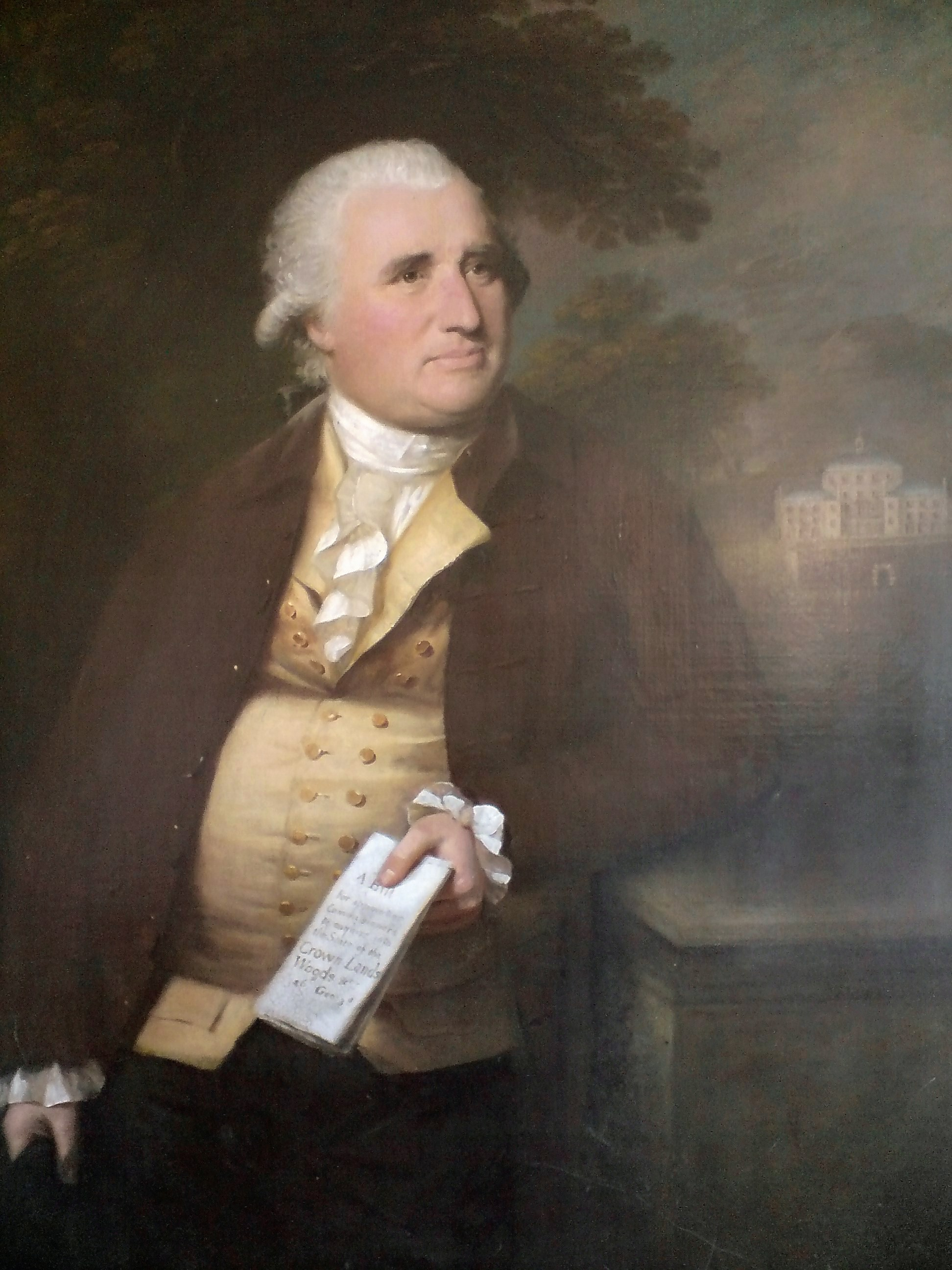
John Call, 1:e baronet Call.

- George Cadogan, 3:e earl Cadogan, 1783–1864, officer i flottan och politiker.
- John Caley, 1760–1834, arkivarie och antikvarie.
- John Call, 1:e baronet Call, 1731–1801, ingenjör.
- William Romaine Callender d.y., 1825–1876, affärsman och politiker.
- John Campbell, 2:e hertig av Breadalbane, 1796–1862, politiker.
- John Campbell, 5:e earl Cawdor, 1900–1970, dekorerad överstelöjtnant i flottans reserv.
- George Capel-Coningsby, 5:e earl av Essex, 1757–1839, politiker.
- Henry Card, 1779–1844, präst och skriftställare.
- Beatrice de Cardi, f. 1914, arkeolog.[h]
- John Whitlock Nicholl Carne (f. Nicholl; senare Stradling Carne), 1817–1887, walesisk markägare, fredsdomare och advokat.
- Codrington Edmund Carrington, 1769–1849, advokat, överdomare för brittiska Ceylon och parlamentsledamot.
- Martin Carver, f. 1941, prof. em. i arkeologi (specialiserad inom tidig europeisk medeltidsarkeologi), arkeologisk metodiker, direktör vid forskningsprojektet i Sutton Hoo.
- Egerton Castle, 1858–1920, viktoriansk författare, antikvarie och fäktare.
- Hector Catling, 1924–2013, arkeolog, direktör vid det arkeologiska institutet British School at Athens.
- Patrick Chalmers, 1802–1854, soldat, skriftställare och politiker.
- Richard Chartres, f. 1947, biskop av London, medlem av riksrådet.
- Henry Cheere, 1:e baronet Cheere, 1703–1781, skulptör och minnesvårdshuggare.
- Samuel Cheetham, 1827–1908, präst och författare.
- Hubert Chesshyre, f. 1940, genealog och riksheraldiker med befattningen Clarenceux King of Arms, förre hovman till Elizabeth II av Storbritannien.
- Trench Chiswell, ca. 1735–1797, antikvarie och parlamentsledamot.
- Henry Christmas (f. Christmas; senare Noel-Fearn), 1811–1868, präst, skriftställare och redaktör av periodiska skrifter.
- Henry Christy, 1810–1865, bankman och samlare, donator till British Museum.
- Richard Tappin Claridge, 1797/9–1857, asfaltsentreprenör, kapten i Middlesexmilisen (grundad i enl. med Cardwells och Childers försvarsreformer).
- Ashley Clarke, 1903–1994, diplomat.
- Charles Clarke, d. 1840, antikvarie.
- Louis Colville Gray Clarke, 1881–1960, arkeolog, intendent vid Museum of Archaeology and Anthropology samt direktör vid Fitzwilliam Museum (bägge tillhörande universitetet i Cambridge).
- Robert Clayton, 1695–1758, irländsk protestantisk biskop och essäist.Richard Chartres, biskop av London.[i]

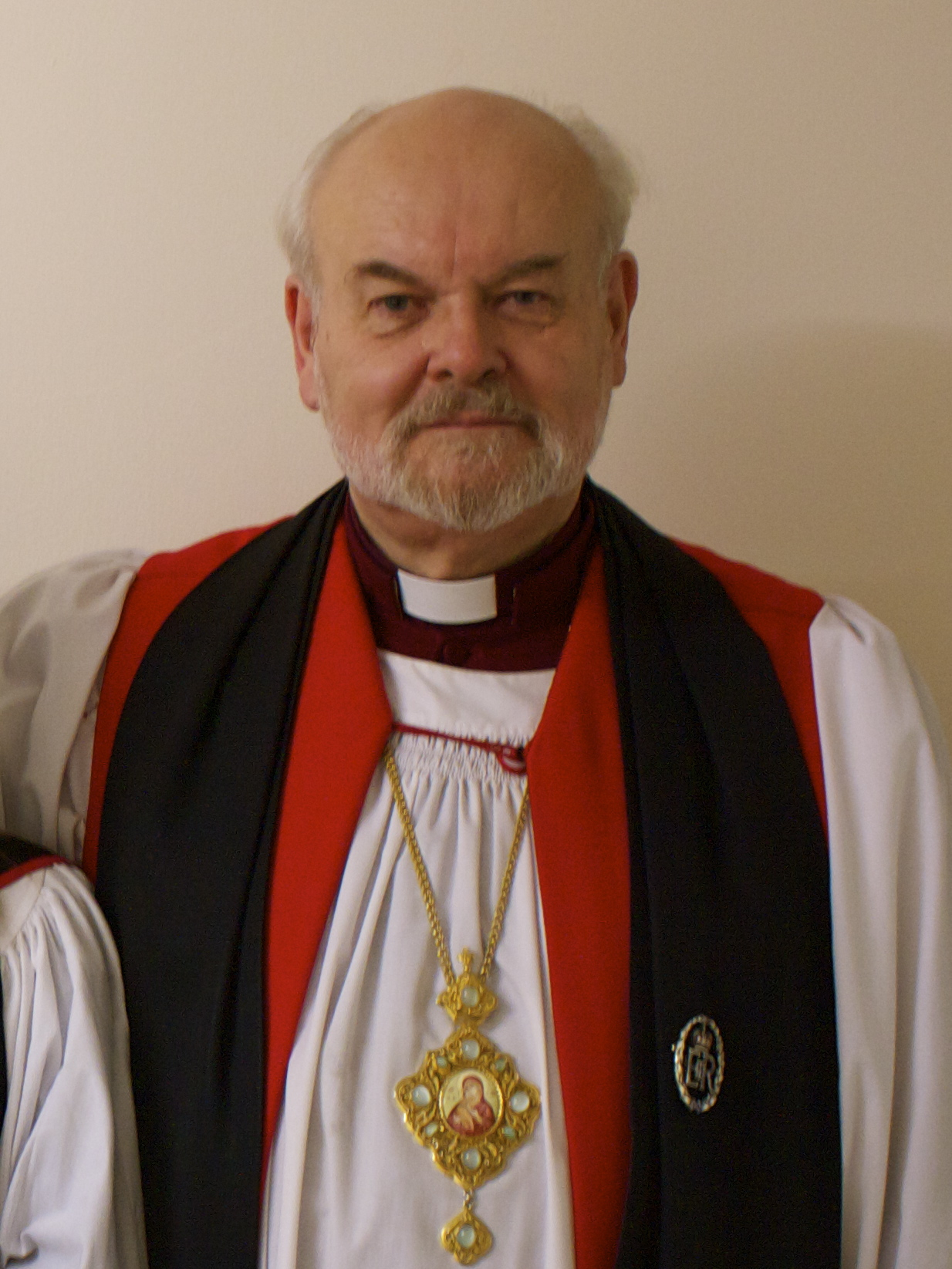
Richard Chartres, biskop av London.

- Richard Clayton, 1:e baronet Clayton, 1745–1828, advokat, diplomat och översättare.
- Charles Clifford, 6:e baron Clifford av Chudleigh, 1759–1831.
- Robert Clutterbuck, 1772–1831, antikvarie och topograf.
- Nicolas Coldstream, 1927–2008, arkeolog specialiserad på antik grekisk keramik, särskilt den geometriska tidens keramik.
- William Cole, 1714–1782, historiker.
- Bertram Colgrave, 1889–1968, medeltidshistoriker, antikvarie och arkeolog.
- Charles Combe, 1743–1817, läkare och numismatiker.
- Taylor Combe, 1774–1826, numismatiker och arkeolog.
- Peter Connolly, 1935–2012, historiker specialiserad på antika Greklands och Roms militära utrustningar, rekonstruktiv arkeolog och illustratör.
- John Cooke, 1756–1838, läkare.
- Charles Purton Cooper, 1793–1873, jurist och antikvarie.
- Tarnya Cooper, konsthistoriker och författare, chefsintendent och intendent för 1600-talsobjekt vid National Portrait Gallery.
- Thompson Cooper, 1837–1904, journalist, skriftställare och sammanställare av referensverk.
- Richard Cope, 1776–1856, kongregationalistisk pastor, författare av religiösa texter.
- Patrick Cormack, baron Cormack, f. 1939, politiker, historiker, journalist och författare.
- Robin Cormack, f. 1938, prof. em., klassicist och konsthistoriker specialiserad på bysantinsk konst.
- Thomas Corser, 1793–1876, klassiskt skolad präst inom anglikanska kyrkan och redaktör för Collectanea Anglo-Poetica.
- Neil Cossons, f. 1939, ordförande i styrelsen för Royal College of Art.
- J. Charles Cox, 1844–1919, kyrkoherde och författare.[4]
- Rosemary Cramp, f. 1929, prof. em., arkeolog och akademiker specialiserad på den anglosaxiska tiden.
- Edward Cresy, 1792–1858, arkitekt och civilingenjör.
- Hungerford Crewe, 3:e baron Crewe, 1812–1894, markägare.
- Joseph Mordaunt Crook, f. 1937, CBE, FBA, FSA, PhD, MA.
- John Crosse, 1786–1833, antikvarie och amatörmusiker.
- John Cullum, 6:e baronet Cullum, 1733–1785, präst och antikvarie.
- Thomas Gery Cullum, 7:e baronet Cullum, 1741–1831, botaniker, King of Arms i Bathorden.
- Barrington Windsor Cunliffe (känd som Barry Cunliffe), f. 1939, arkeolog, prof. em. i europeisk arkeologi.
- Peter Cunningham, 1816–1869, författare av topografiska och biografiska verk.
- William Cunnington, 1754–1810, självlärd köpman, amatörarkeolog som utvecklade den arkeologiska metodiken.

## D
- James Dallaway, 1763–1834, prebendekyrkoherde, antikvarie, topograf och skriftställare.
- George Daniels, 1926–2011, urmakare och horolog.
- Ken Dark, f. 1961, arkeolog specialiserad på Storbritannien under det första årtusendet e.Kr.
- George Henry Dashwood, 1801–1869, antikvarie.
- Martin Davies, 1908–1975, museidirektör och civiltjänsteman.Joseph Octave Delepierre.

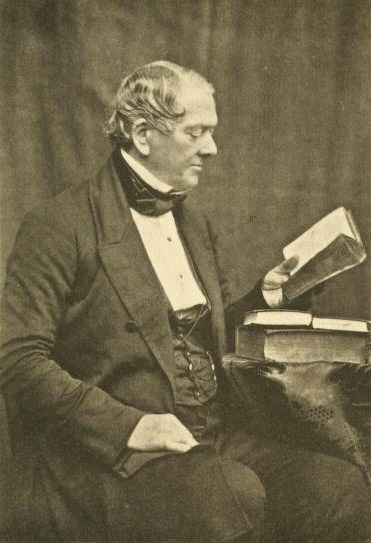
Joseph Octave Delepierre.

- Robert Davies, 1793–1875, jurist och antikvarie, specialiserad på staden York.
- Thomas Stephens Davies, ca. 1794–1851, matematiker.
- Wendy Davies, f. 1942, prof. em., historiker.
- William Davison, 1:e baron Broughshane, 1872–1953, parlamentsledamot.
- Martin Davy, 1763–1839, läkare och akademiker (senare även präst), rektor vid Gonville and Caius College (hör till universitetet i Cambridge).
- Joseph Octave Delepierre, 1802–1879, belgisk jurist, arkivarie, författare och antikvarie.
- Albert Denison, 1:e baron Londesborough, 1805–1860, politiker och diplomat.
- Rodney Dennys, 1911–1993, riksheraldiker, överstelöjtnant inom brittiska arméns säkerhetstjänst, fältagent vid den civila säkerhetstjänstens utrikesavdelning.
- John Dent, ca. 1761–1826, politiker.
- Hugh Welch Diamond, 1809–1886, psykiatriker och fotograf.
- Harold Dillon, 17:e viscount Dillon, 1844–1932.
- John Disney, 1779–1857, advokat och arkeolog.
- Barrie Dobson, 1931–2013, professor i medeltidshistoria.
- George Dodd, ca. 1800–1864, politiker.
- Francis Douce, 1757–1834, antikvarie.
- Francis Drake, 1696–1771, antikvarie och kirurg.
- Margaret Stefana Drower, 1911–2012, egyptolog och historiker specialiserad på Främre Orienten.
- Matthew Duane, 1707–1785, jurist (överlåtelseadvokat) och konstmecenat, engelsk katolik.
- Andrew Coltée Ducarel, 1713–1785, antikvarie, bibliotekarie, arkivarie och civilrättslig jurist.
- Leland Lewis Duncan, 1862–1923, tjänsteman, antikvarie och författare.
- Richard Duncan-Jones, f. 1937, fornhistoriker.
- John Duncumb (äv. Duncomb), 1765–1839, präst och antikvarie.
- Richard Duppa, 1770–1831, skriftställare och tecknare.
- Fortunatus William Lilley Dwarris, 1786–1860, jurist och författare.

## E

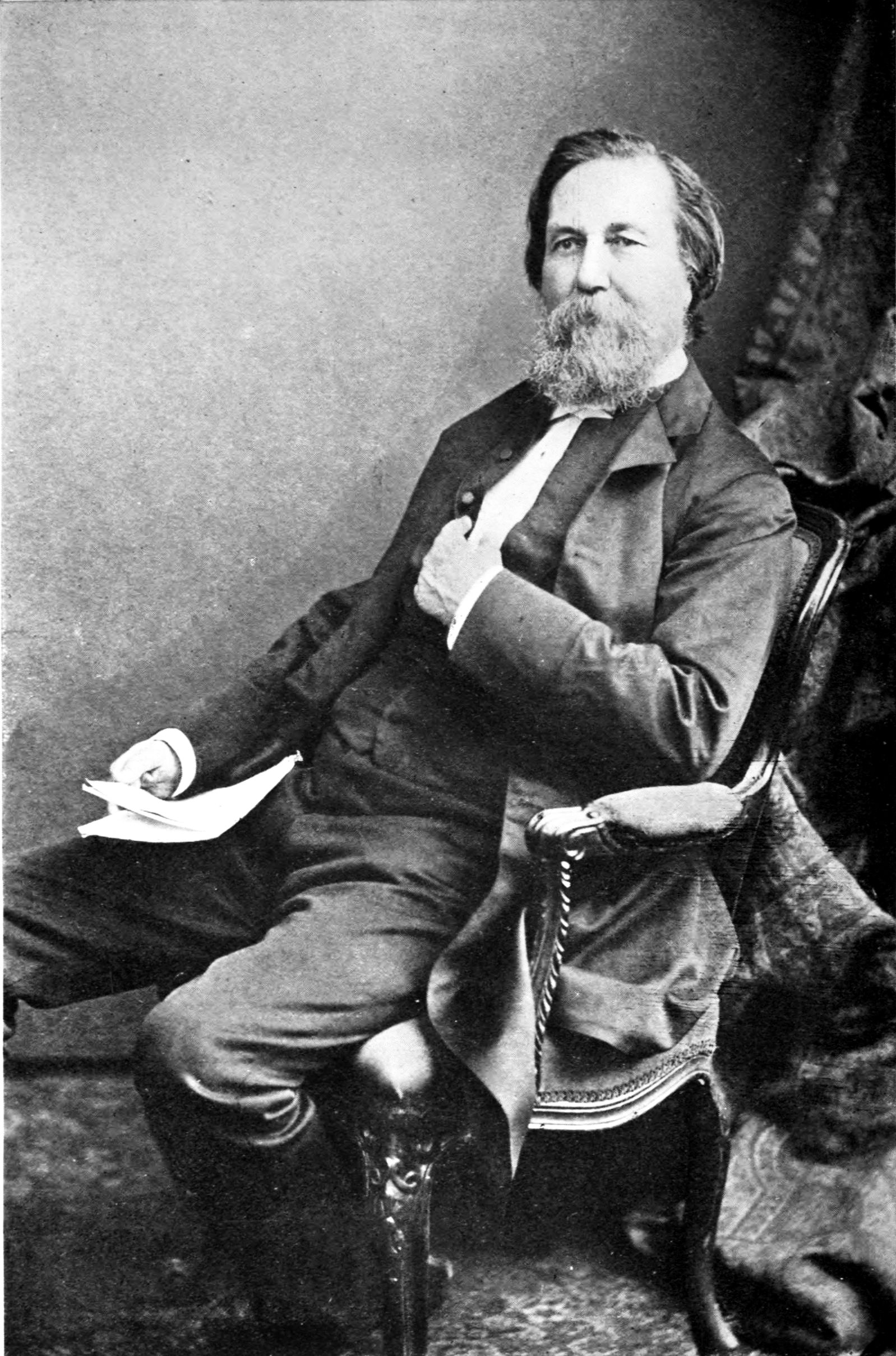
Joseph Woodfall Ebsworth.

- Elizabeth Eames, 1918–2008, arkeolog och forskare specialiserad på medeltida lergodsplattor och tegel.[5]
- John Parsons Earwaker, 1847–1895, antikvarie.
- Joseph Woodfall Ebsworth, 1824–1908, präst, poet och konstnär.
- John Ecton, d. 1730, kompilator.
- Thomas Edwards, 1699–1757, kritiker och poet.
- Henry Welbore Agar-Ellis, 2:e viscount Clifden, 1761–1836, irländsk politiker.
- Henry Ellis, 1777–1869, bibliotekarie.
- Christopher Elrington, 1930–2009, historiker.
- Frederick Thomas Elworthy, 1830–1907, filolog och antikvarie.
- Henry Emlyn, 1729–1815, arkitekt.
- Arthur Evans, 1851–1941, arkeolog.
- Joan Evans, 1893–1977, konsthistoriker.
- John Evans, 1767–1827, walesisk baptistpastor.
- John Evans, 1823–1908, arkeolog, geolog och numismatiker.
- John Davies Evans, 1925–2011, akademiker och arkeolog specialiserad på medelhavsregionens förhistoria.

## F

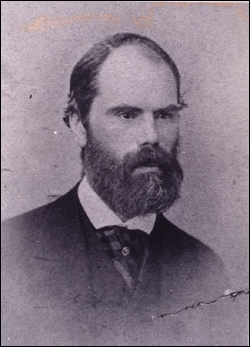
Augustus Wollaston Franks.

- Richard Farmer, 1735–1797, akademiker och kännare av Shakespeare.[j]
- Neil Faulkner, f. 1958, arkeolog.
- Thomas Godfrey Faussett, 1829–1877, antikvarie.
- Eric Fernie, f. 1939, skotsk konsthistoriker.
- Robert Finch, 1783–1830, antikvarie.
- Heneage Finch, 5:e earl av Winchilsea, 1657–1726.
- Thomas Fisher, 1772–1836, antikvarie.
- Martin Folkes, 1690–1754, antikvarie, numismatiker, matematiker och astronom.
- Sarah Foot, f. 1961, historiker.
- Thomas Dudley Fosbroke, 1770–1842, antikvarie.
- Edward Foss, 1787–1870, jurist och biograf.
- Cyril Fox, 1882–1967, arkeolog.
- John Frederick France, 1817–1900, ögonläkare vid Guy's Hospital.
- George Grant Francis, 1814–1882, walesisk antikvarie.
- Augustus Wollaston Franks, 1826–1897, samfundets direktör 1858–1896.
- Francis Freeling, 1:e baronet Freeling, 1764–1836, sekreterare vid det brittiska postverket.
- William Hugh Clifford Frend, 1916–2005, ecklesiastikhistoriker, arkeolog och präst.
- John Frere, 1740–1807, antikvarie.
- Sheppard Frere, f. 1916, historiker och arkeolog.
- Charles Frost, ca. 1781–1862, jurist och antikvarie.
- Michael Fulford, f. 1948, professor i arkeologi vid universitetet i Reading.

## G

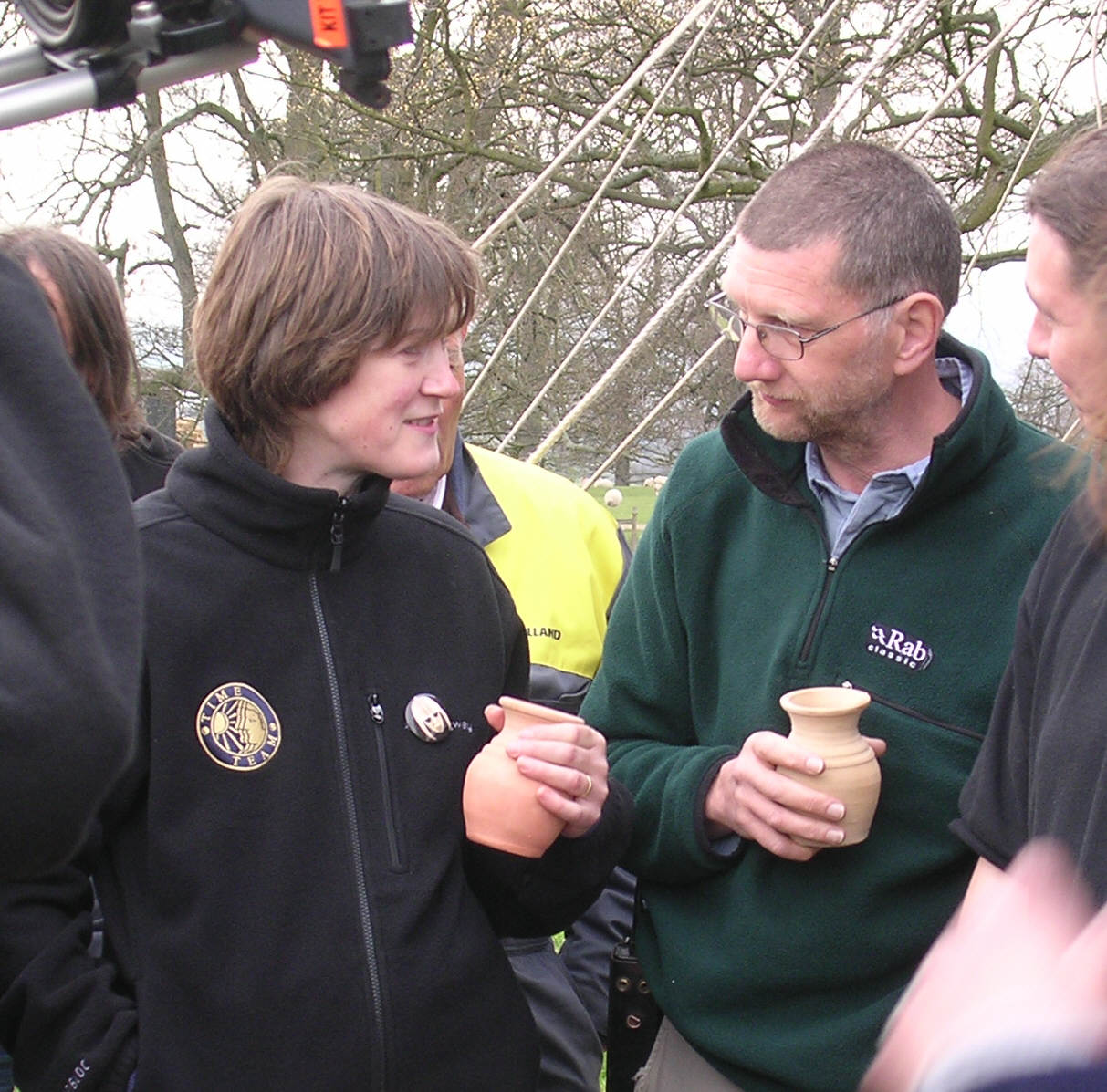
Helen Geake (t.v.) och Stewart Ainsworth.

- Edmund Vivian Gabriel, 1875–1950, civiltjänsteman, arméofficer, hovman och konstsamlare.
- Samuel Gale, 1682–1754, antikvarie, en av personerna bakom det återupplivade Society of Antiquaries of London.
- Percy Gardner, 1846–1937, arkeolog.
- Maxwell Garthshore, 1732–1812, skotsk läkare.
- Helen Geake, f. 1967, arkeolog.
- Henry Gee, 1858–1938, domprost.
- Margaret Gelling, 1924–2009, ortnamnsforskare, ordförande i English Place-Name Society 1986–1998, vice ordförande i International Council of Onomastic Sciences 1993–1999.
- Hucks Gibbs, 1:e baron Aldenham, 1819–1907, bankman, affärsman och politiker.
- Alban Gibbs, 2:e baron Aldenham, 1846–1936, politiker.
- William Sidney Gibson, 1814–1871, advokat och antikvarie.
- Andrew Gifford, 1700–1784, baptistpastor och numismatiker.
- Octavius Graham Gilchrist, 1779–1823, skriftställare och antikvarie.
- Roberta Gilchrist, f. 1965, professor i arkeologi vid universitetet i Reading.
- Mark Girouard, f. 1931, arkitekturskribent, arkitekturhistoriker specialiserad på brittiska/irländska herrgårdsbyggnader, biograf till James Stirling.
- Richard Gough, 1735–1809, antikvarie.Loyd Grossman.
- Donald Gray, f. 1930, präst.

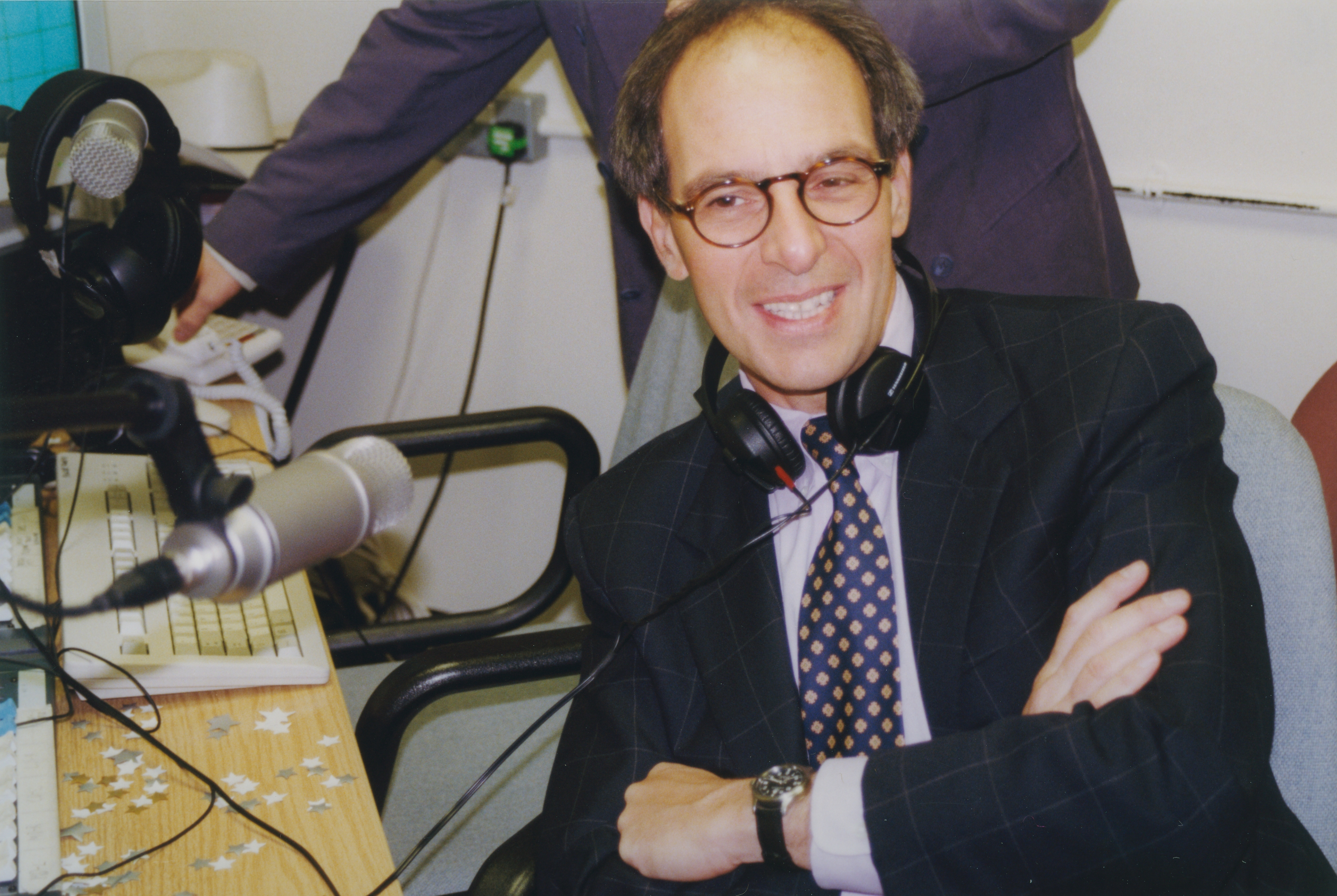
Loyd Grossman.

- William Greenwell, 1820–1918, domkyrkopräst och antikvarie.
- George Greville, 2:e earl av Warwick, 1746–1816, politiker.
- Philip Grierson, 1910–2006, historiker och numismatiker.
- David Griffiths, 1927–2012, domprost.
- William Francis Grimes, 1905–1988, walesisk arkeolog.
- Loyd Grossman, f. 1950, amerikansk-brittisk tv-programledare, gastronom och musiker.
- John Mathew Gutch, 1778–1861, journalist.
- George Gwilt d.y., 1775–1856, arkitekt och författare av texter om arkitektur.

## H
- Roy Martin Haines, historiker.

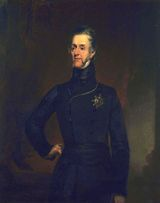
Alexander Hamilton, 10:e hertig av Hamilton.

- Edward Thomas Hall, 1924–2001, kemist, företagare (utvecklare av magnetometrar).
- Henry Hall, 1873–1930, egyptolog och historiker.
- John Hall, f. 1949, domprost, kaplan till Elizabeth II av Storbritannien.
- Helena Hamerow, professor i tidig medeltida arkeologi.
- Alexander Hamilton, 10:e hertig av Hamilton och 7:e hertig av Brandon, 1767–1852, skotsk politiker och samlare.
- Sue Hamilton, professor i förhistoria.
- William Hamilton, 1731–1803, diplomat.
- Merlin Hanbury-Tracy, 7:e baron Sudeley, f. 1939.
- Phil Harding, f. 1950, arkeolog.
- Robert Hardy, f. 1925, skådespelare.
- William Hardy, 1807–1887, arkivarie och antikvarie.
- William Le Hardy, 1889–1961, överstelöjtnant och arkivarie.
- Henry Hare, 3:e baron Coleraine, 1693–1749, antikvarie.
- George Harris, 1809–1890, advokat, domare, biograf och författare av juridiska skrifter.
- Henry Harrod, 1817–1871, jurist och antikvarie.Robert Hardys röst (ur BBC Radio 4:s intervjuprogram Desert Island Discs, sänt 20 november 2011).
- Charles Henry Hartshorne, 1802–1865, präst och antikvarie.
- John Harvey, 1911–1997, arkitekturhistoriker.
- William Harvey, 1810–1883, präst och akademiker.
- Busick Harwood, ca. 1745–1814, läkare och professor i anatomi.
- Colin Haselgrove, professor i arkeologi vid School of Archaeology and Ancient History, som hör till universitetet i Leicester.
- Edward Hawkins, 1780–1867, numismatiker och antikvarie.
- Maxwell Graham Hebditch (känd som Max Hebditch), f. 1937, förre direktör vid Museum of London.
- Lotte Hedeager, f. 1948, dansk-svensk-norsk professor i arkeologi vid Universitetet i Oslo.
- Carolyn M. Heighway, f. 1943, arkeolog och arkeologikonsulent till katedralen i Gloucester, formgivare av arkeologiska böcker, tidskrifter och utställningar.
- Wilfrid James Hemp, 1882–1962, arkeolog och antikvarie specialiserad på Wales medeltida och forntida historia.Robert Gardiner Hill.

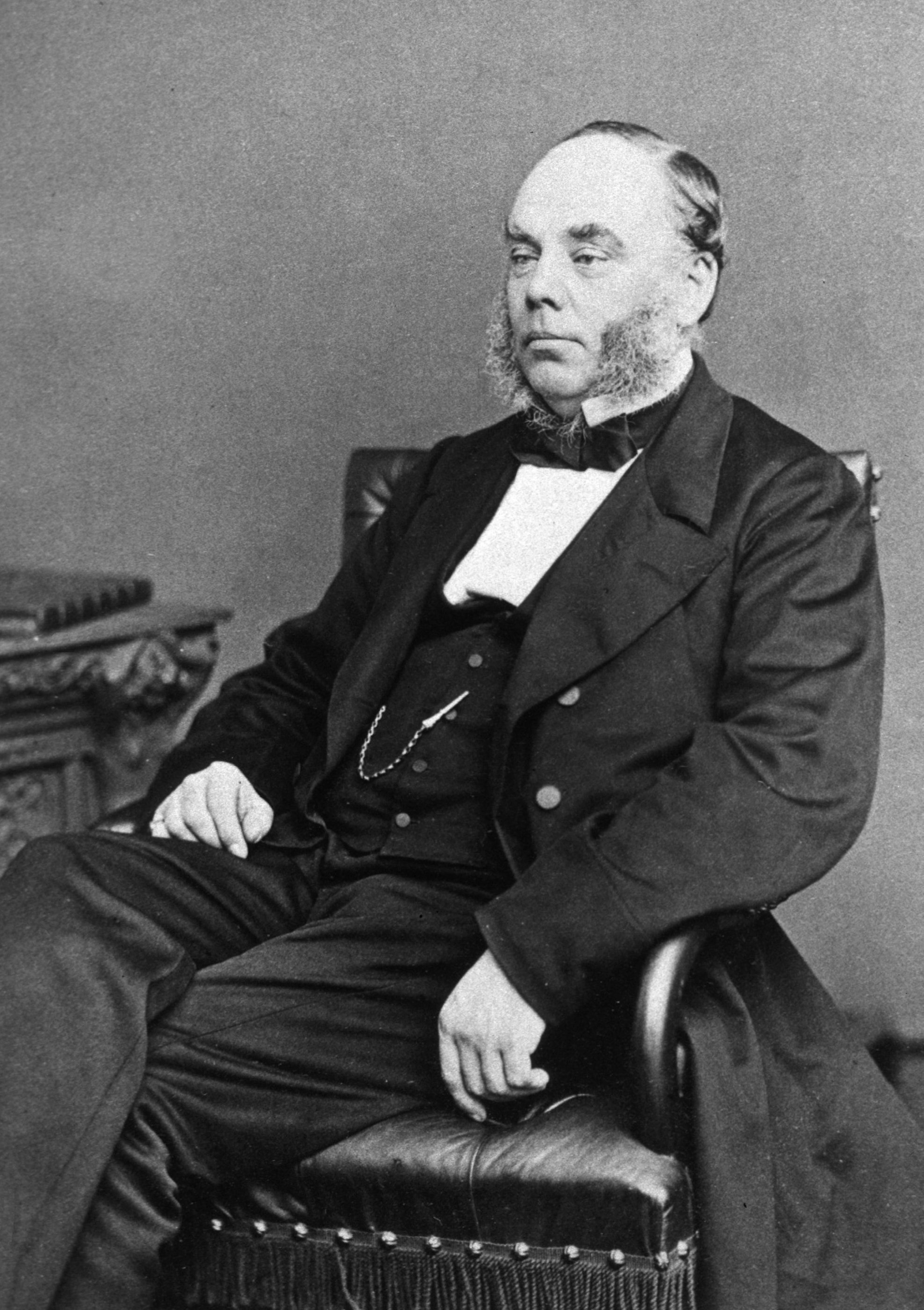
Robert Gardiner Hill.

- John Henderson, 1797–1878, konstsamlare.
- Henry Herbert, 2:e earl av Carnarvon, 1772–1833, överste och politiker (Whig).
- Henry Herbert, 4:e earl av Carnarvon, 1831–1890, politiker och statssekreterare vid kolonialministeriet.
- Frederick Hervey, 2:e hertig av Bristol, 1800–1864, politiker och medlem av riksrådet.
- Dan Hicks, f. 1972, arkeolog och antropolog med professors namn, docent och intendent vid universitetet i Oxford.
- Reynold Higgins, 1916–1993, arkeolog, intendent för grekiska och romerska antikviteter vid British Museum.
- James Hill, d. 1727, advokat och antikvarie.
- Robert Gardiner Hill, 1811–1878, kirurg specialiserad på sinnessjukdom.
- John Cox Hippisley, 1:e baronet Hippisley, 1746–1825, diplomat och politiker.
- Richard Hoare, 2:e baronet Hoare, 1758–1838, arkeolog, antikvarie, konstnär och kringresande.
- Benjamin Hobhouse, 1:e baronet Hobhouse, 1757–1831, politiker.
- George Holmes, 1662–1749, arkivarie.
- Robert Holtby, 1921–2003, präst och författare.
- James Hook, ca. 1772–1828, domprost.
- Mark Horton, f. 1956, arkeolog specialiserad på marinarkeologi, skriftställare och tv-programledare.
- William Hosking, 1800–1861, arkitekt, skriftställare och föreläsare.
- Henry Howard, 1757–1842, antikvarie och familjehistoriker.
- Alfred Hudd, 1846–1920, revisor, naturalist och antikvarie.
- Abraham Hume, 1814–1884, skotsk-irländsk anglikansk präst och antikvarie.
- Joseph Hunter, 1783–1861, antikvarie.
- John Hurst, 1927–2003, arkeolog.
- Alfred Hutton, 1839–1910, viktoriansk officer, antikvarie, skriftställare och fäktare.

## I
- William Illingworth, 1764–1845, jurist och arkivarie.

## J

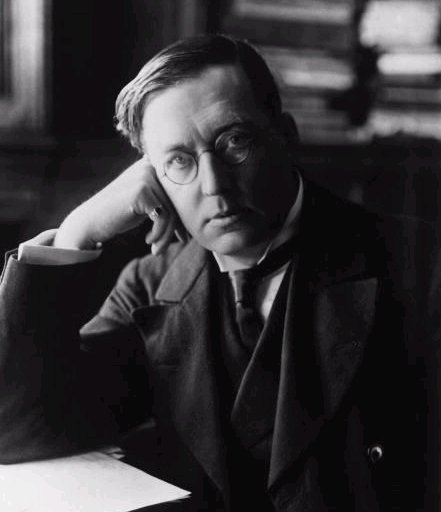
Montague Rhodes James.

- John Edward Jackson, 1805–1891, präst, antikvarie och arkivarie.
- Richard Jackson, ca. 1721–1787, jurist och politiker.
- Montague Rhodes James (känd under signaturen M. R. James), 1862–1936, författare och akademiker.
- Richard Jebb, 1:e baronet Jebb, 1729–1787, läkare.
- Kenneth Hamilton Jenkin (publicerade under A. K. Hamilton Jenkin), 1900–1980, historiker specialiserad på gruvdriften i Cornwall.[kn 2]
- Simon Jenkins, f. 1943, kolumnist, redaktör och författare.
- Hilary Jenkinson, 1882–1961, arkivarie och arkivvetenskaplig teoretiker.
- Henry Jenner, 1848–1934, forskare i keltiska språk, kornisk kulturaktivist och initiativtagare till återupplivandet av det korniska språket.
- Simon Swynfen Jervis, f. 1943, museidirektör.
- Barri Jones, 1936–1999, walesisk-engelsk klassicist och arkeolog.
- Thomas Jones, 1810–1875, walesisk bibliotekarie.
- Martyn Jope, 1915–1996, arkeolog och kemist.
- Kurt Josten (äv. C. H. Josten), 1912–1994, tysk vetenskapshistoriker och intendent vid Museum of the History of Science i Oxford.

## K
- Michael Kauffmann, f. 1931, prof. em., förre direktör vid Courtauld Institute of Art.
- George Keate, 1729–1797, poet och skriftställare.Ernst Kitzinger med den tyska orden Pour le mérite für Wissenschaften und Künste om halsen.

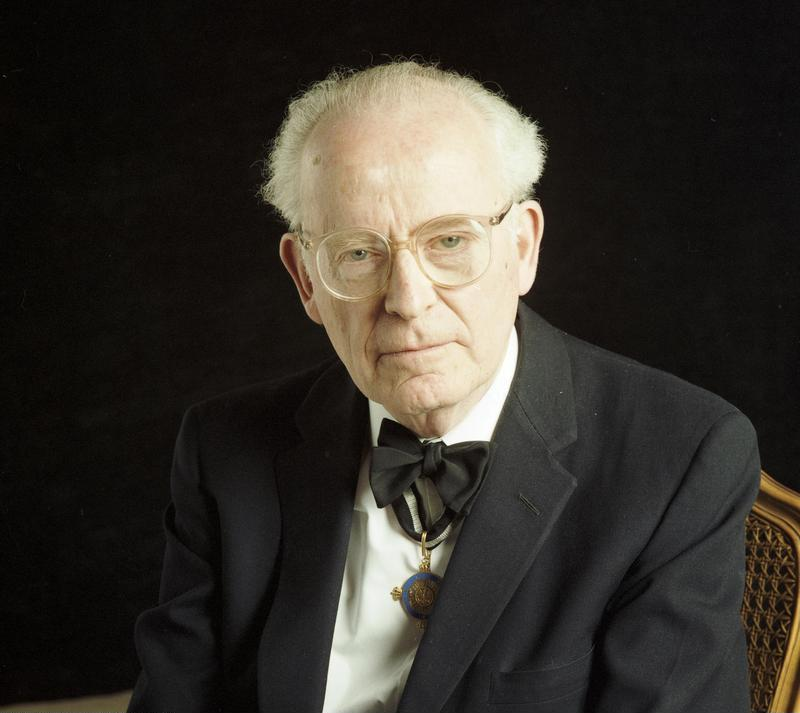
Ernst Kitzinger med den tyska orden Pour le mérite für Wissenschaften und Künste om halsen.

- Maurice Keen, 1933–2012, medeltidshistoriker.
- Thomas Downing Kendrick (känd som T. D. Kendrick), 1895–1979, arkeolog och konsthistoriker.
- Elspeth Kennedy, 1921–2006, akademiker och medeltidshistoriker.
- Maev Kennedy, journalist och författare.[k]
- Edward Kennion, 1744–1809, konstnär, innan dess soldat och affärsman.
- Frederic George Kenyon, 1863–1952, papyrolog.
- George Keppel, 6:e earl av Albemarle, 1799–1891, general i armén, politiker och skriftställare, veteran (infanterist) från slaget vid Waterloo.
- Simon Keynes, f. 1952, professor i historia, Elrington and Bosworth Professor of Anglo-Saxon vid institutionen för anglosaxiska, fornnordiska och keltiska studier vid universitetet i Cambridge.
- Charles Edward Keyser, 1847–1929, börsmäklare och auktoritet inom engelsk kyrkoarkitektur.
- Edward King, ca. 1735–1807, advokat, skriftställare och antikvarie.
- Keith Kissack, 1913–2010, skollärare och historiker.
- Ernst Kitzinger, 1912–2003, tysk-amerikansk historiker specialiserad på konst från senantiken, tidig medeltid och Bysans.
- James Lewis Knight-Bruce (född James Lewis Knight), 1791–1866, advokat, domare och politiker.
- Kristian Kristiansen, f. 1948, dansk-svensk professor i arkeologi vid Göteborgs universitet, hedersledamot (Honorary Fellow) av SAL.

## L
- John Landseer, 1769–1852, landskapsgravör.
- Nina Frances Layard, 1853–1935, poet, fornhistoriker, arkeolog och antikvarie.
- Brian North Lee, 1936–2007, lärare och expert på bokägarmärken.Joan Gideon Loten.

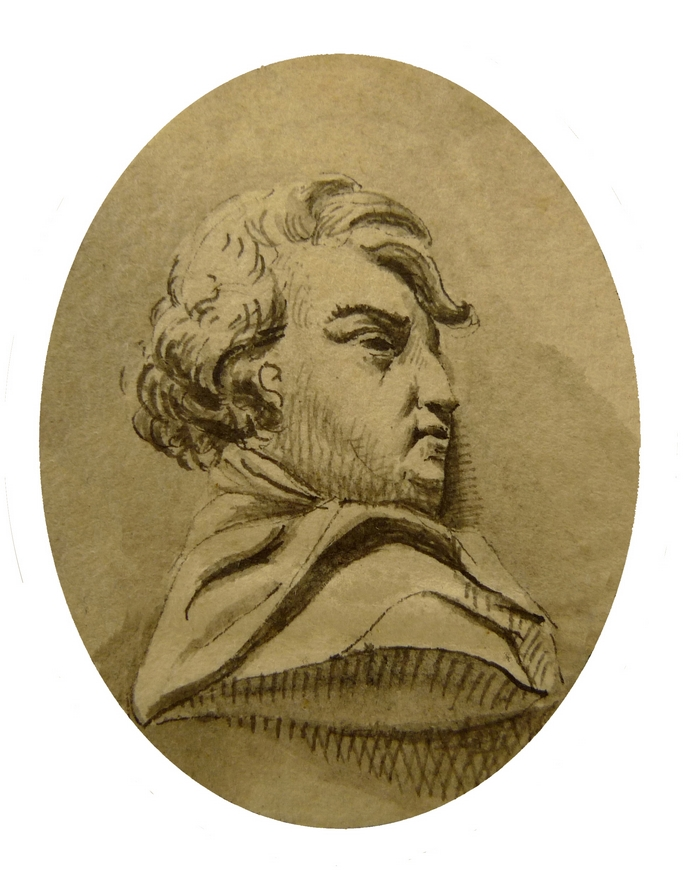
Joan Gideon Loten.

- John Wickham Legg, 1843–1921, Med. Dr., läkare och under ett år livmedikus till prins Leopold.[7]
- Smart Lethieullier, 1701–1760, antikvarie.
- Carenza Lewis, f. 1963, arkeolog.
- Michael Lewis, 1890–1970, sjöhistoriker.
- John Lind, 1737–1781, advokat och politiker.
- David Lindsay, 27:e earl av Crawford och 10:e earl av Balcarres, 1871–1940, politiker och konstkännare, medlem av riksrådet.
- Harold Littler, 1887–1948, präst och skolrektor.
- Lars Ljungström, f. 1956, svensk författare av facklitteratur i historia.
- William Long, 1747–1818, kirurg.
- Charles Long, 1:e baron Farnborough, 1760–1838, politiker och konstkännare, medlem av riksråden i Storbritannien och Kungariket Irland (senare Förenade kungariket Storbritannien och Irland).
- Joan Gideon Loten, 1710–1789, nederländsk tjänsteman vid Nederländska Ostindiska Kompaniet (VOC) och guvernör över nederländska Ceylon 1752–1757.
- John Lubbock, 1:e baron Avebury, 1834–1913, politiker, filantrop, vetenskapsman och polyhistor.
- Frederick Lukis, 1788–1871, arkeolog, naturalist, samlare och antikvarie från de Normandiska öarna (Guernsey).
- Reverend William Collings Lukis, 1817–1892, antikvarie, arkeolog och polyhistor från de Normandiska öarna (Guernsey).
- William John Lysley, 1791–1873, advokat och parlamentsledamot.
- Samuel Lysons, 1763–1819, gravör och antikvarie.[l]
- Charles Lyttelton, 1714–1768, biskop och antikvarie, samfundets ordförande 1765–1768.

## M

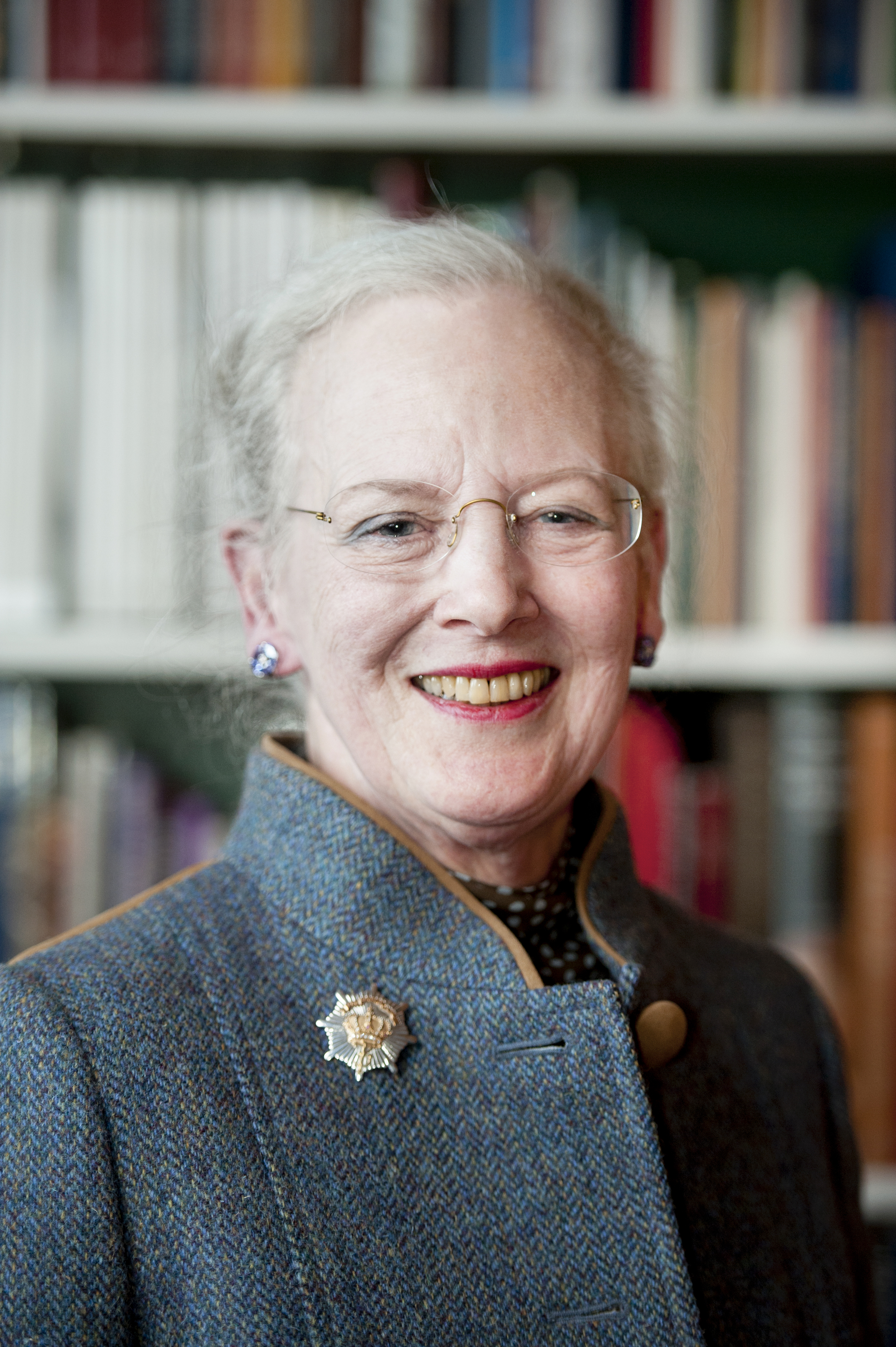
Drottning Margrethe av Danmark.

- Alexander Macalister, 1844–1919, anatom, professor i anatomi vid universitetet i Cambridge.
- Diarmaid MacCulloch, f. 1951, kyrkohistoriker.
- Euan MacKie, f. 1936, arkeolog och antropolog, verksam inom fältet arkeoastronomi.
- Eric Maclagan, 1879–1951, museidirektör och konsthistoriker.
- Michael Maclagan, 1914–2003, historiker, antikvarie och riksheraldiker.
- Francis Maddison, 1927–2006, historiker och arabist.
- John Kenneth Major (kallad Ken Major; publicerade under J. Kenneth Major), 1928–2009, arkitekt, författare och en auktoritet inom ämnet industriarkeologi.
- James Peller Malcolm, 1767–1815, amerikansk-engelsk topograf och gravör.
- Nicholas Mander, 4:e baronet Mander av The Mount, f. 1950, familje- och lokalhistoriker.
- James Mann, 1897–1962, konsthistoriker specialiserad på militära kroppsskydd.
- Drottning Margrethe II av Danmark, f. 1940.
- James Heywood Markland, 1788–1864, advokat och antikvarie.
- Charles Marston, 1867–1946, affärsman och finansiär av arkeologiska utgrävningar.
- John Martin, 1791–1855, bokhandlare, bibliotekarie, skriftställare och bibliograf.
- Thomas Martin (känd som Honest Tom Martin of Palgrave), 1697–1771, jurist och antikvarie.
- Robert Masters, 1713–1798, präst och akademiker (historiker).
- Charles Mayo, 1767–1858, präst, lingvist specialiserad på anglosaxiska och den förste att tillträda professuren Rawlinsonian Professor of Anglo-Saxon.
- David Meara, f. 1947, domprost.
- John Merewether, 1797–1850, domprost och antikvarie.
- John Henry Middleton, 1846–1896, arkeolog och museidirektör.
- Robert Leslie Pollington Milburn (känd som Bobby Milburn), 1907–2000, präst.Thomas Morell.

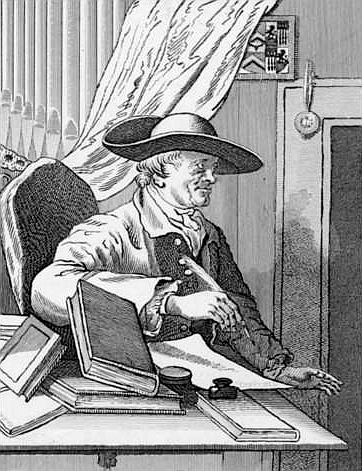
Thomas Morell.

- Oliver Millar, 1923–2007, konsthistoriker specialiserad på brittiskt 1600-talsmåleri, i synnerhet Anthonis van Dyck.
- Alan Millard, f. 1937, prof. em. i hebreiska och forntida semitiska språk.
- Jeremiah II Milles, 1714–1784, domprost, samfundets ordförande 1768–1784.
- Martin Millett, f. 1955, professor i klassisk arkeologi.
- James Milner, 1874–1927, konsthistoriker, direktör för National Portrait Gallery 1916–1927.
- Adam Miłobędzki, 1924–2003, polsk konst-, arkitektur-, kultur- och idéhistoriker.
- Terence Mitford (ibland kallad Terence Bruce-Mitford), 1905–1978, skotsk arkeolog och klassicist.
- John Monckton, 1832–1902, jurist och civiltjänsteman (stadsjurist).
- Roger Moorey, 1937–2004, arkeolog och historiker specialiserad på Mesopotamien och Främre Orienten.
- Philip Morant, 1700–1770, präst, författare och historiker.
- Thomas Morell, 1703–1784, librettist till flera av Händels oratorier,[kn 3] klassicist och tryckare.
- Edward Rowe Mores, 1731–1778, antikvarie och akademiker, skrev om historia och typografi.
- John Morris, 1826–1893, jesuitpräst och kyrkohistoriker.
- Rosalind Moss, 1890–1990, egyptolog och bibliograf, tillsammans med Bertha Porter medförfattarinna till ursprungsupplagan av verket Topographical bibliography of ancient Egyptian hieroglyphic texts, reliefs, and paintings (7 volymer), som fortfarande löpande uppdateras.[kn 4]
- Geoffrey Munn, f. 1953, smyckesexpert, tv-programledare och skribent.
- Oswyn Murray, f. 1937, klassicist.
- John Nowell Linton Myres (känd som Nowell Myres), 1902–1989, arkeolog och 1948–1965 Bodley's Librarian (sv. "Bodleys bibliotekarie"; chef för Bodleianska biblioteket) vid universitetet i Oxford.
- William John Charles Möens, 1833–1904, skriftställare och antikvarie.

## N

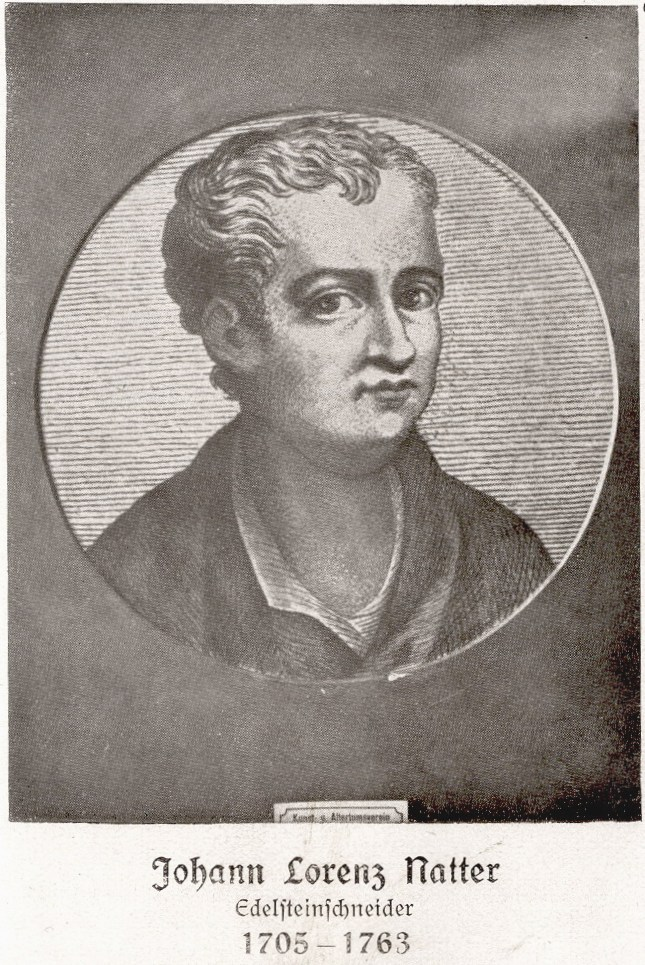
Johann Lorenz Natter.

- Alexander Nairne (känd som Sandy Nairne), f. 1953, direktör för National Portrait Gallery och skriftställare.
- Robert Nares, 1753–1829, präst, filolog och författare.
- Treadway Russell Nash, 1724–1811, präst och amatörhistoriker.
- Lorenz Natter, 1705–1763, tysk (från Schwaben i Kurfurstendömet Bayern) stenskärare och medaljgravör.
- Peter Le Neve, 1661–1729, Norroy King of Arms vid College of Arms.
- Richard Neville, 4:e baron Braybrooke, 1820–1861, arkeolog.
- John Bowyer Nichols, 1779–1863, tryckare och antikvarie.
- John Gough Nichols, 1806–1873, tryckare och antikvarie.
- John Nickolls, ca. 1710–1745, samlare och antikvarie.
- Adam Nicolson, 5:e baron Carnock, f. 1957, författare.
- Mark Noble, 1754–1827, präst, biograf och antikvarie.
- Philip Norman, 1842–1931, konstnär.
- William Norris, 1719–1791, präst och antikvarie.
- George North, 1707–1772, präst och numismatiker
- Thomas Northmore, 1766–1851, skriftställare, uppfinnare och geolog.
- John Norton, 5:e baron Grantley, 1855–1943, numismatiker.
- John Julius Norwich, 2:e viscount Norwich, f. 1929, historiker, reseskribent och tv-personlighet.

## O

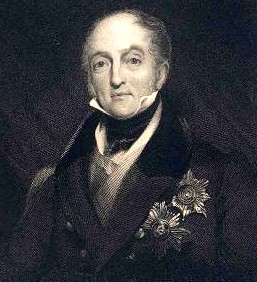
Gore Ouseley, 1:e baronet Ouseley.

- Samuel Pasfield Oliver, 1838–1907, artilleriofficer, geograf och antikvarie.
- Richard Ollard, 1923–2007, historiker och biograf.
- B. H. St. John O'Neill, 1905–1954, arkeolog och medeltidshistoriker, från krigsutbrottet 1939 överinspektör vid avdelningen för forntida monument vid Ministry of Works (numera uppdelat på Department of the Environment och Property Services Agency (motsv. Statens fastighetsverk)).
- John Onians, f. 1942, prof em. i världskonst, specialiserad på arkitektur från den italienska renässansen.
- Gore Ouseley, 1:e baronet Ouseley, 1770–1844, entreprenör, lingvist och diplomat.
- Frederic Ouvry, 1814–1881, jurist och antikvarie.
- William Henry Overall, 1829–1888, bibliotekarie och antikvarie.
- Elias Owen, 1833–1899, präst och antikvarie.[10]
- Hugh Owen, 1761–1827, domprost och topograf.

## P

Mike Parker Pearson var bland de forskare, som 2012 kunde visa att bronsåldersmumien Cladh Hallan-mannen (South Uist) var sammansatt av delar från flera olika personer.
Blå = vuxen man, daterad till 1600 f.Kr.,
gul = vuxen man, daterad till 1500-1400 f.Kr.,
röd = vuxen man, daterad till 1440-1260 f.Kr.

- Henry Paget, 7:e hertig av Anglesey, 1922–2013, major i armén, familjehistoriker, hedersordförande i Crimean War Research Society.
- Charles John Palmer, 1805–1888, jurist och lokalhistoriker.
- David Park, f. 1952, konsthistoriker, professor vid Courtauld Institute of Art.
- Thomas Park, 1759–1834, antikvarie och bibliograf.
- James Parsons, 1705–1770, läkare, antikvarie och författare.
- Edward Peacock, 1831–1915, antikvarie och romanförfattare.
- Mike Parker Pearson (eg. Michael), f. 1957, professor och arkeolog specialiserad på Brittiska öarna under yngre stenåldern, Madagaskars arkeologi samt arkeologin kring död och begravning.
- Francis Peck, 1692–1743, antikvarie.
- Alexander Peckover, 1:e baron Peckover, 1830–1919, bankman, filantrop och samlare av antika manuskript, kväkare.
- Charles Reed Peers, 1868–1952, arkitekt, arkeolog och förkämpe för bevarande av byggnader och monument.
- Nicholas Penny, f. 1949, direktör vid National Gallery i London.
- Thomas Percival, 1719–1762, antikvarie.
- Algernon Percy, 1:e earl av Beverley, 1750–1830, parlamentsledamot.
- Stewart Perowne, 1901–1989, diplomat, arkeolog, upptäcktsresande och historiker.
- Victor Perowne, 1897–1951, diplomat.
- John Perring, 1:e baronet Perring, 1765–1831, parlamentsledamot och bankman, ombud för statsobligationer.
- John Louis Petit, 1801–1868, präst och arkitekturkonstnär.
- John Pettingall, 1707/8–1781, walesisk präst och antikvarie.
- William Phillips, 1822–1905, botaniker och mykolog med auktorsnamnet W.Phillips, även antikvarie.
- David Phillipson, f. 1942, arkeolog.
- Stuart Piggott, 1910–1996, arkeolog och forntidshistoriker.
- David Piper (museiintendent), 1918–1990, museiintendent och författare, direktör vid National Portrait Gallery 1964–1967, och vid Fitzwilliam Museum i Cambridge 1967–1973.
- Giovanni Battista Piranesi, 1720–1778, italiensk (från Mogliano Veneto i Republiken Venedig) konstnär, gravör och arkitekt.
- Augustus Pitt-Rivers, 1827–1900, officer, etnograf och arkeolog.
- Francis W. Pixley, 1852–1933, revisor, advokat och författare.
- James Robinson Planché, 1796–1880, dramatiker, antikvarie och riksheraldiker.
- Thomas Pell Platt, 1798–1852, orientalist.
- Jack Plumley, 1910–1999, egyptolog och präst, Sir Herbert Thompson Professor of Egyptology vid universitetet i Cambridge 1957–1977.Giovanni Battista Piranesi.

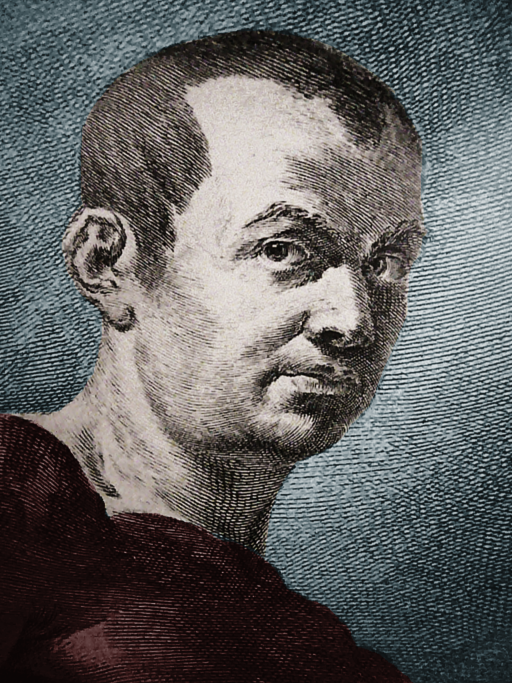
Giovanni Battista Piranesi.

- Joshua Pollard, arkeolog och lektor vid universitetet i Southampton.
- John Pope-Hennessy, 1913–1994, konsthistoriker specialiserad på italiensk renässanskonst, museidirektör.
- Robert Porrett, 1783–1868, amatörkemist och antikvarie.
- Malachy Postlethwayt, ca. 1707–1767, handelsexpert (merkantilist), sammanställde The universal dictionary of trade and commerce [kn 5] efter fransk förlaga av Jacques Savary des Brûlons (1657–1716), Dictionnaire économique.
- D'Arcy Power, 1855–1941, kirurg, medicinhistoriker och artikelförfattare till Dictionary of National Biography.
- Thomas Pownall, 1722–1805, politiker och kolonialtjänsteman, guvernör över Massachusetts Bay-provinsen 1757–1760.
- John Pridden, 1758–1825, präst och antikvarie.
- James Prior, ca. 1790–1869, irländsk kirurg och skriftställare.
- William Pryce, 1735–1790, läkare, antikvarie och författare till texter om gruvdrift i Cornwall.
- Francis Pryor, f. 1945, arkeolog specialiserad på brittisk brons- och järnålder.
- Ralph Pugh, 1910–1982, professor i engelsk historia, specialiserad på medeltida penologi, föreläsare i paleografi och 1949–1977 redaktör för Victoria History of the Counties of England.

## Q
- Anthony P. Quiney, prof. em. i arkitekturhistoria, arkitekturhistoriker, byggnadsarkeolog, skriftställare och fotograf.

## R

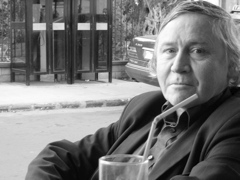
Benedict Read.

- Thomas Rackett, 1757–1841, präst och antikvarie.
- Ralegh Radford, 1900–1999, arkeolog och historiker.
- Philip III Rashleigh, 1729–1811, antikvarie.
- Thomas Rawlinson, 1681–1725, advokat och bibliofil.
- John D. Ray, egyptolog specialiserad på det forntida Egypten under sentiden och den ptolemaiska dynastin, kännare av demotisk och karisk skrift, innehar professuren Sir Herbert Thompson Professor of Egyptology vid universitetet i Cambridge.
- Benedict Read, f. 1945, konsthistoriker.
- Hercules Read, 1857–1929, Keeper of British and Medieval Antiquities and Ethnography vid British Museum, samfundets sekreterare från 1892, ordförande 1908–14 och 1919–29.
- Charles Reed, 1819–1881, politiker.
- William Jenkins Rees, 1772–1855, walesisk präst och antikvarie.John Adey Repton med en drömmande blick och en teodolit.

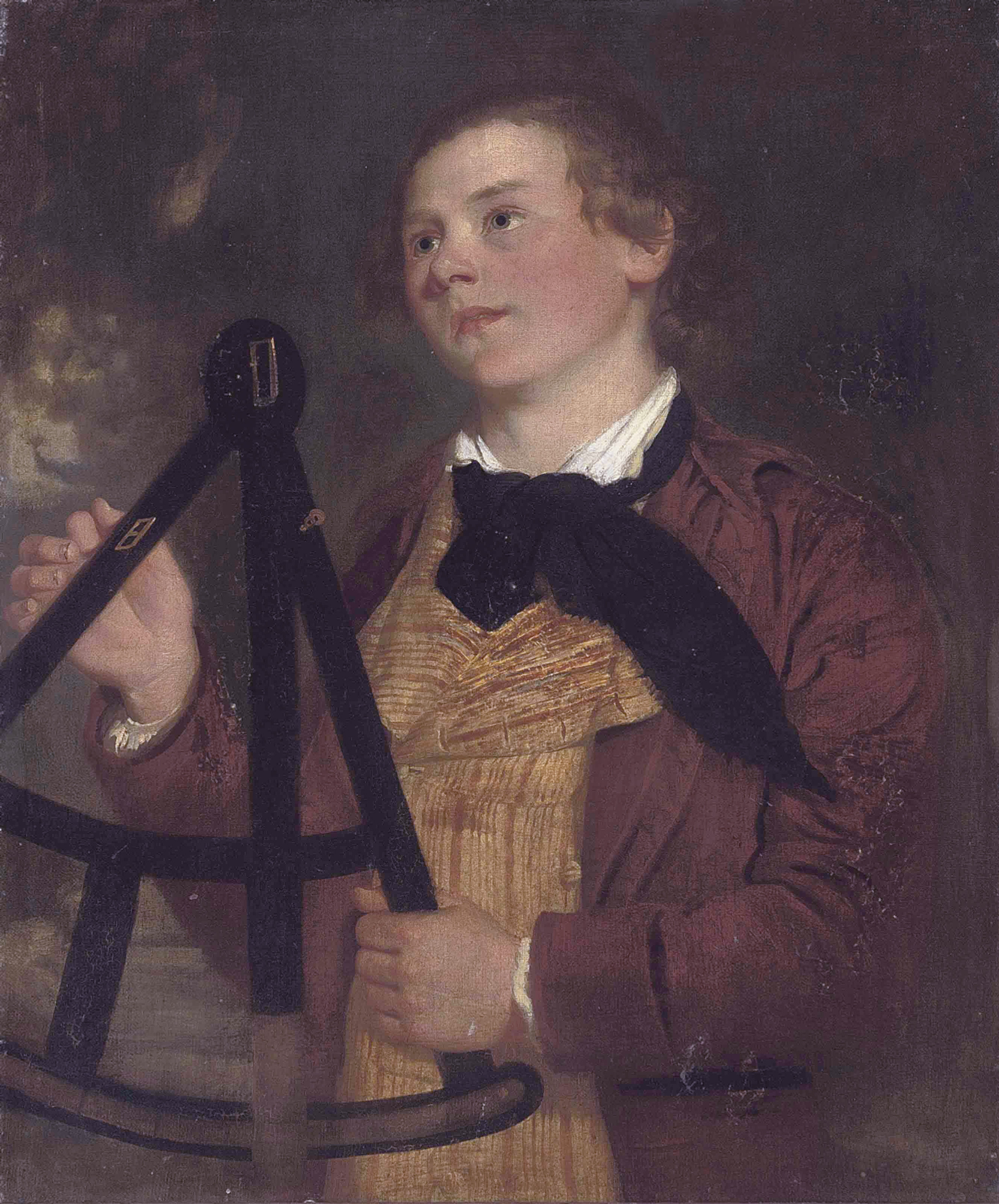
John Adey Repton med en drömmande blick och en teodolit.

- Colin Renfrew, baron Renfrew av Kaimsthorn, f. 1937, arkeolog och paleolingvist.
- John Adey Repton, 1775–1860, arkitekt.
- Prins Richard, hertig av Gloucester, f. 1944, arkitekt.
- Julian Richards, f. 1951, arkeolog, skriftställare samt tv- och radioprogramledare.
- William Richardson, 1698–1775, antikvarie och akademiker, rektor vid Emmanuel College i Cambridge.
- Ian Richmond, 1902–1965, arkeolog och akademiker.
- Thomas Rickman, 1776–1841, arkitekt och arkitekturantikvarie.
- Charles Frederic Roberts, d. 1942, domprost.
- Hugh Roberts, f. 1948, konsthistoriker och intendent.
- Julian Roberts, 1930–2010, bibliotekarie, bibliograf och forskare.
- Henry Crabb Robinson, 1775–1867, jurist.
- John Martin Robinson, f. 1948, arkitekturhistoriker och riksheraldiker.
- Thomas Robinson, 1:e baronet Robinson, 1703–1777, politiker, arkitekt och samlare.
- Edward Robert Robson, 1836–1917, arkitekt.
- Richard Roderick, ca. 1710–1756, redaktör och poet.
- Nicholas Rodger, f. 1949, historiker specialiserad på den brittiska flottan.
- Warwick Rodwell, f. 1946, professor, arkeolog, arkitekturhistoriker och författare.Rough Castle vid Antoninus mur, tecknat av William Roy 1755.

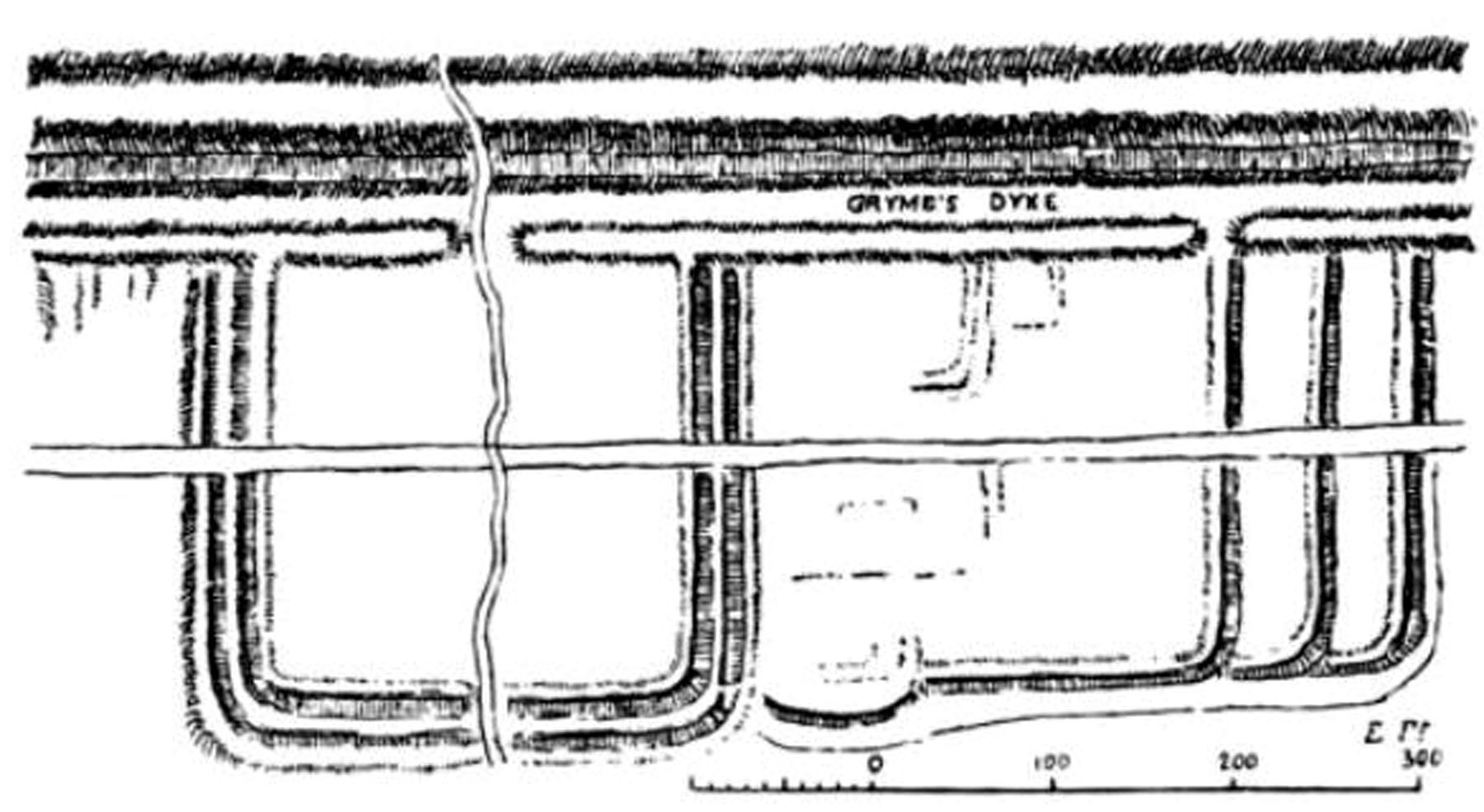
Rough Castle vid Antoninus mur, tecknat av William Roy 1755.

- John Gage Rokewode, 1786–1842, samfundets direktör 1829–1842.
- Edward Clive Rouse (känd som Clive Rouse; publicerade under E. Clive Rouse), 1901–1997, arkeolog och författare av arkeologiska texter.
- Richard Reynolds Rowe, 1824–1899, arkitekt.
- William Roy, 1726–1790, skotsk militäringenjör, lantmätare och antikvarie.
- Edward John Rudge, 1792–1861, MA, advokat och antikvarie.
- Edward Rudge, 1763–1846, botaniker och antikvarie.
- Rogers Ruding, 1751–1820, präst, akademiker och numismatiker.
- Miles Russell, arkeolog och universitetslektor i förhistorisk och romersk arkeologi.
- John Paul Rylands, 1846–1923, advokat, genealog och topograf.

## S

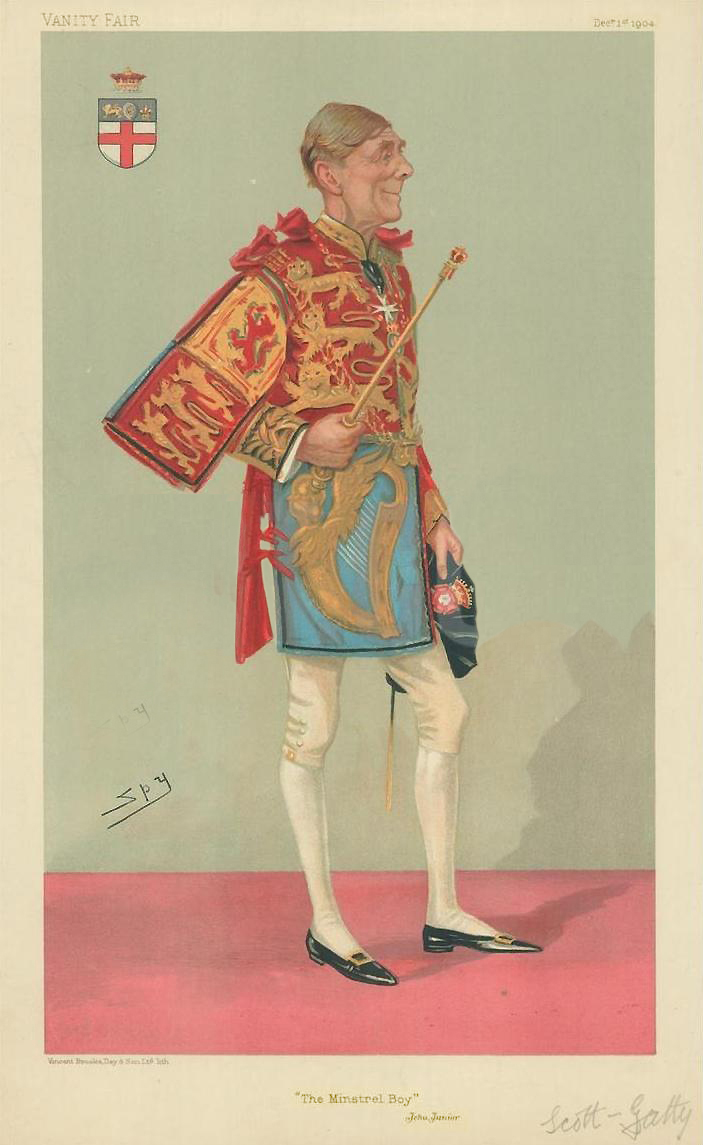
Karikatyr av Alfred Scott-Gatty iklädd sin ämbetsdräkt, ur Vanity Fair 1904. Bildtexten lyder "Gycklarpojken" (en. "The Minstrel Boy").

- John Christoper Sainty, f. 1934, tjänsteman inom civilförvaltningen.
- Henry Jerome de Salis, 1740–1810, präst.
- Peter Salway, f. 1932, historiker specialiserad på det romerska Britannia.
- William Sandys, 1792–1874, advokat och antikvarie, gav 1833 ut boken Christmas Carols Ancient and Modern.[kn 6]
- William Devonshire Saull, 1783–1855, affärsman, geolog, antikvarie, museiförvaltare, filantrop samt anhängare av politiskt radikala rörelser.
- Rosalind Savill, f. 1951, konst- och museiintendent.
- Christopher Scarre (även känd som Chris Scarre), professor i arkeologi vid Durhams universitet, författare av texter om arkeologi, förhistorisk tid och forntidens historia.
- Alfred Scott-Gatty, 1847–1918, riksheraldiker och kompositör.
- Richard Scott, 10:e hertig av Buccleuch och 12:e hertig av Queensberry, hövding (en. chief; sv. motsvarighet "huvudman") för klanen Scott, f. 1954, skotsk/engelsk hovman och styrelseproffs.
- Edgar Ronald Seary (publicerade under E.R. Seary), 1908–1984, utbildare och författare till två böcker om Newfoundlands och Labradors historia.
- Andrew Selkirk, klassicist och f.d. revisor, startade tidskriften Current Archaeology 1967, chefredaktör vid förlaget Current Publishing.
- William Seward, 1747–1799, skriftställare.
- Richard Sharp, 1759–1835, hattmakare, bankman, handelsman, poet, kritiker, politiker och konversatör.
- Charles Thurstan Shaw, 1914–2013, arkeolog specialiserad på Ghana och Nigeria, verksam i dåvarande Brittiska Västafrika och, efter självständigheten, i Nigeria fram till pensioneringen 1974, ledde utgrävningarna i Igbo-Ukwu, utsågs till stamhövding i Nigeria 1989.
- Henry Shaw, 1800–1873, arkitekturtecknare, gravör, illuminatör, antikvarie.
- John Shaw d.ä., 1776–1832, arkitekt.
- Robert Cedric Sherriff (publicerade under R. C. Sherriff), 1896–1975, författare och dramatiker.
- Robert Shirley, 7:e earl Ferrers, 1756–1827, amatörgenealog.Hängsmycke hittat vid utgrävningarna i Igbo-Ukwu, som leddes av Charles Thurstan Shaw.

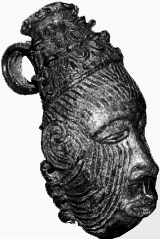
Hängsmycke hittat vid utgrävningarna i Igbo-Ukwu, som leddes av Charles Thurstan Shaw.

- John Silvester, 1745–1822, jurist och domare.
- Robin Simon (konsthistoriker), f. 1947, konsthistoriker, kritiker, redaktör för British Art Journal och författare till texter om cricket.
- John Sinclair, 1:e baronet Sinclair, 1754–1835, nationalekonomisk skriftställare och politiker.
- Joseph John Skelton, 1783–1871, gravör specialiserad på topografiska och antikvariska motiv.
- Charles John Smith, 1803–1838, gravör.
- Christopher Smith, f. 1965, klassicist specialiserad på det tidiga antika Rom.
- Henry Augustus Smyth, 1825–1906, guvernör över Malta, general och kommendant över brittiska artilleriet.
- William Henry Smyth, 1788–1865, amiral och astronom.
- Kenneth Snowman, 1919–2002, juvelerare, målerikonstnär och styrelseordförande i Wartski.[14]
- John Soane, 1753–1837, arkitekt specialiserad på den nyklassicistiska stilen.[15]
- Richard Southgate, 1729–1795, präst och numismatiker.
- George Spencer-Churchill, 5:e hertig av Marlborough, 1766–1840, samlare av antikviteter och böcker.
- Albert Spencer, 7:e earl Spencer, 1892–1975, konstkännare och arméofficer.
- Peter Spufford, f. 1934, prof. em., historiker specialiserad på det medeltida Europas ekonomi.
- Flaxman Charles John Spurrell (publicerade under Flaxman C. J. Spurrell), 1842–1915, arkeolog, geolog och fotograf.
- Thomas Stapleton, 1805–1849, markägare och antikvarie.
- David Starkey, f. 1945, konstitutionshistoriker specialiserad på tudortiden och huset Tudor, författare och skapare av historiografiska tv- och radioproduktioner.En teckning av Stonehenge, som det såg ut från nordsidan vid William Stukeleys utgrävning 1722. Ur Stukeleys bok Stonehenge, A Temple Restor'd to the British Druids.

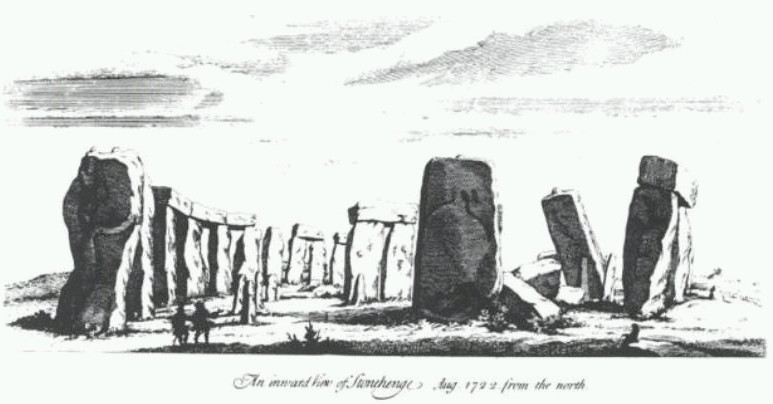
En teckning av Stonehenge, som det såg ut från nordsidan vid William Stukeleys utgrävning 1722. Ur Stukeleys bok Stonehenge, A Temple Restor'd to the British Druids.

- Thomas Stevens, 1841–1920, biskop.
- William Stevenson, 1741–1821, förläggare och författare.
- Anthony Morris Storer, 1746–1799, politiker, samlare och en man av värld.
- Charles Alfred Stothard, 1786–1821, antikvarisk tecknare specialiserad på monumentala avbildningar.
- John Strange, 1732–1799, diplomat och författare.
- Thomas Streatfeild, 1777–1848, antikvarie och präst.
- Charles Stuart, verksam 1881–1904, landskapsmålare.
- William Stukeley, 1687–1765, antikvarie, arkeologisk pionjär som var först med att utföra arkeologiska undersökningar vid Stonehenge och Avebury, Sir Isaac Newtons levnadstecknare.
- Jonathan Sumption, Lord Sumption (titulär), f. 1948, advokat, domare, författare och medeltidshistoriker.
- Michael Swanton, f. 1939, polyhistor: historiker, lingvist, litteraturkritiker, översättare, arkeologisk metallurg samt arkitekturhistoriker, specialiserad på fornengelsk litteratur och den anglosaxiska tiden.
- John Swinburne, 6:e baronet Swinburne, 1762–1860, politiker och konstmecenat.

## T

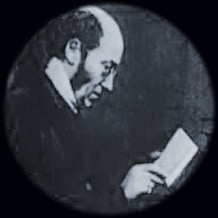
William Thoms.

- James Talbot, 4:e baron Talbot av Malahide, 1805–1883, engelsk-irländsk politiker och amatörarkeolog.
- Andrew Taylor, 1850–1937, skotsk arkitekt, politiker och fredsdomare.
- Harold McCarter Taylor, 1907–1995, nyzeeländsk-brittisk matematiker, teoretisk fysiker, akademisk administratör och arkitekturhistoriker.
- Alfred Temple, 1848–1928, direktör vid Guildhall Art Gallery 1886–1928.
- Richard Temple-Nugent-Brydges-Chandos-Grenville, 2:e hertig av Buckingham och Chandos, 1797–1861.
- Geoffrey Templeman, 1914–1988, universitetsrektor vid universitetet i Kent i Canterbury 1963–1980.
- Lars Broholm Tharp, f. 1954, dansk-brittisk arkeolog och antropolog, historiker, föreläsare och tv-personlighet, expert i den brittiska versionen av Antikrundan.
- Charles Thomas, f. 1928, historiker och arkeolog, prof. em. i korniska studier vid universitetet i Exeter.
- David Thomas,1833–1916, domprost och historiker.
- Julian Thomas, f. 1959, arkeolog.
- William Thoms, 1803–1885, antikvarie, demograf och skriftställare, myntade 1846 ordet "folklore" i en artikel i tidskriften Athenaeum.[16] Walter Calverley Trevelyan (t.h.) och hans maka Pauline, Lady Trevelyan.
- David Thomson, f. 1952, biskop.

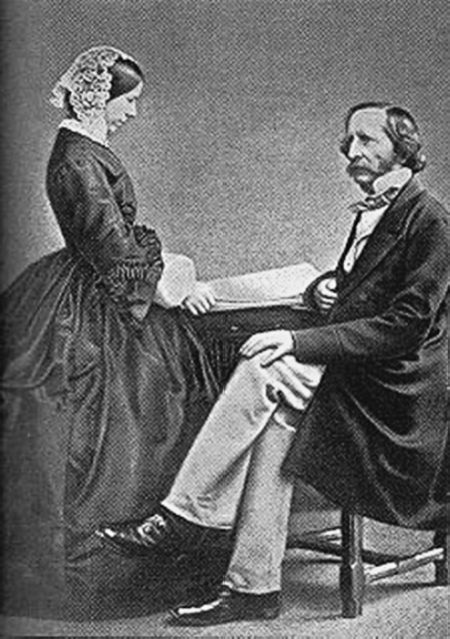
Walter Calverley Trevelyan (t.h.) och hans maka Pauline, Lady Trevelyan.

- Benjamin Thorpe, 1782–1870, lingvist specialiserad på anglosaxiska.
- Simon Thurley, f. 1962, arkitekturhistoriker och sedan 2002 verkställande direktör vid English Heritage.
- Mark Aloysius Tierney, 1795–1862, historiker, engelsk katolik.
- John Timbs (publicerade ibland under pseudonymen Horace Welby), 1801–1875, författare och antikvarie.
- Malcolm Todd, 1939–2013, historiker och arkeolog specialiserad på interaktionen mellan det romerska riket och Västeuropa.
- Richard Tomlinson (publicerar under R. A. Tomlinson), f. 1932, arkeolog, prof. em. i fornhistoria och arkeologi vid universitetet i Birmingham, direktör för British School at Athens 1995–96.
- John Topham, 1746–1803, tjänsteman, bibliotekarie och antikvarie.
- George Townshend, 2:e markis Townshend, 1753–1811, politiker.
- John Montgomery Traherne, 1788–1860, walesisk pastor, antikvarie, fredsdomare.
- Joseph Burney Trapp (publicerade under J. B. Trapp), 1925–2005, direktör för Warburginstitutet i London, professor i den klassiska traditionens historia.
- Walter Calverley Trevelyan, 1797–1879, naturalist och geolog.
- Pamela Tudor-Craig, Lady Wedgwood, f. 1928, konsthistoriker specialiserad på medeltida konst, tv-personlighet.
- Sarah Tyacke, f. 1945, förra Keeper of Public Records (ung. "riksarkivarie med ansvar för offentliga arkiv") och verkställande direktör vid Storbritanniens riksarkiv (en. The National Archives).
- Michael Tyson, 1740–1780, präst, akademiker, antikvarie och konstnär.

## U
- Peter Ucko, 1938–2007, arkeolog.

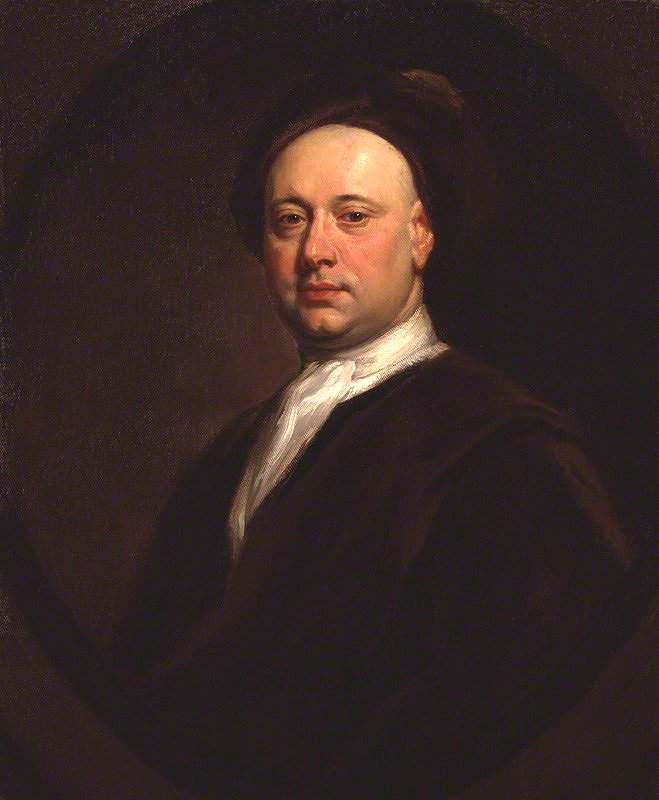
George Vertue.

- Edward Upham, 1776–1834, bokhandlare, antikvarie och orientalist.
- Edward Vernon Utterson, 1775/6–1856, jurist, litteraturantikvarie, samlare och redaktör.

## V
- David Vaisey, f. 1935, bibliotekarie, Bodley's Librarian (chef vid Bodleianska biblioteket) 1986–1996.
- Aymer Vallance, 1862–1943, konstnär och konsthistoriker.[4]
- Robert Vernon, 1774–1849, entreprenör och konstmecenat.
- George Vertue, 1684–1756, gravör och antikvarie.

## W

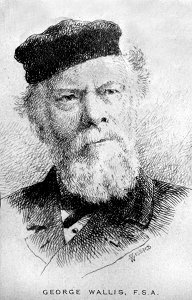
George Wallis (självporträtt).

- Darley Waddilove, 1736–1828, domprost.
- Anthony Wagner, 1908–1995, riksheraldiker med befattningen Garter Principal King of Arms, pensionerades som Clarenceux King of Arms, författare till texter om 1900-talets heraldik och genealogi.
- John Richard Walbran, 1817–1869, antikvarie.
- Mackenzie Walcott, 1821–1880, ecklesiolog och antikvarie.
- Thomas Walford, 1752–1833, antikvarie.
- Andrew Wallace-Hadrill, f. 1951, direktör vid institutet British School at Rome 1995–2009, därefter rektor vid Sidney Sussex College i Cambridge till 2013.
- George Wallis, 1811–1891, konstnär, museiintendent, konstlärare, var den förste att inneha befattningen Keeper of Fine Art Collection (ung. "intendent för samlingen av konst som hör till de sköna konsterna") vid South Kensington Museum (idag Victoria and Albert Museum) i London.
- Henry Wansey, ca. 1752–1827, klädmakare och antikvarie.
- James Ware, 1756–1815, ögonläkare och FRS.
- Peter Warren, f. 1938, prof. em. och arkeolog specialiserad på den egeiska bronsåldern.
- David Watkin, f. 1941, prof. em. och arkitekturhistoriker.
- John Watney, 1834–1923, hederssekreterare vid City and Guilds of London Institute for the Advancement of Technical Education (CGLI).
- John Watson, 1725–1783, präst och antikvarie.Profilavbildning av kung Vilhelm IV av Storbritannien, på ett farthingmynt.

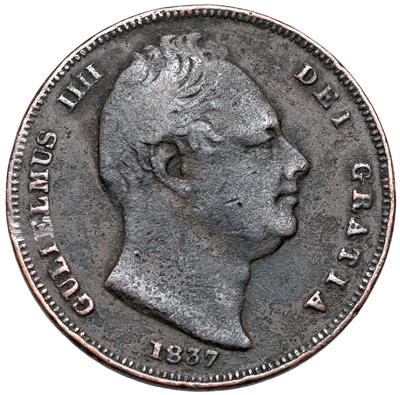
Profilavbildning av kung Vilhelm IV av Storbritannien, på ett farthingmynt.

- Albert Way, 1805–1874, samfundets direktör 1842–1846.[17]
- Hilary Wayment, 1912–2005, författare och historiker specialiserad på färgat glas.
- Edward Doran Webb, 1864–1931, kyrkoarkitekt.
- Francis Cornelius Webb, 1826–1873, läkare och medicinsk skriftställare.
- Philip Carteret Webb, 1702–1770, samfundets advokat, översåg samfundets konstituerande i samband med att det erhöll sitt kungliga stadge- och privilegiebrev 1751.
- Stephen Weston, 1747–1830, antikvarie, präst och skriftställare.
- William Robert Whatton, 1790–1835, kirurg och antikvarie.
- Henry B. Wheatley, 1838–1917, författare, redaktör och registrator/registerförare.
- Mortimer Wheeler, 1890–1976, brigadgeneral och arkeolog.
- Tessa Wheeler, 1893–1936, arkeolog.
- John Whichcord d.y., 1823–1885, arkitekt.
- John Whishaw, 1764–1840, jurist och biograf.
- Colin White, 1951–2008, historiker och direktör vid Royal Naval Museum, expert på amiral Horatio Nelson och slaget vid Trafalgar.
- John White, f. 1924, konsthistoriker och författare av texter om medeltidens och renässansens konst.Sam Willis.

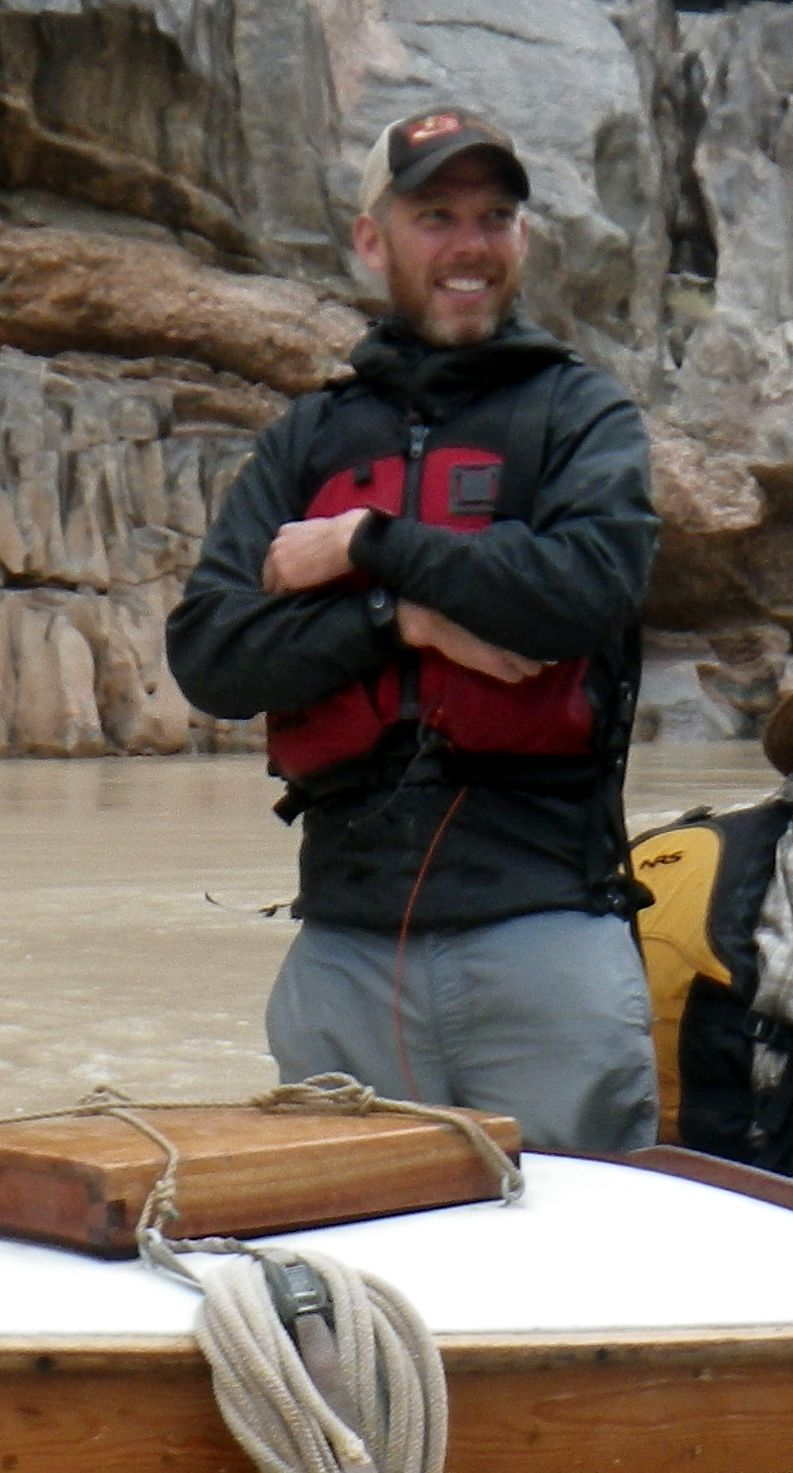
Sam Willis.

- James Whitehead, 1:e baronet Whitehead, 1834–1917, köpman och politiker.
- David Whitehouse, 1941–2013, arkeolog, direktör vid British School at Rome 1974–1984.
- Sebastian Whitestone, handlare med antika ur och vetenskapliga instrument, expert på antikvarisk tidmätning och tidmätningens historia.
- James Whitley, arkeolog specialiserad på medelhavsområdet kring den tidiga järnåldern och den arkaiska tiden, direktör vid institutet British School at Athens 2002–2007.
- John Wilkes, f. 1936, arkeolog, prof. em. i grekisk och romersk arkeologi vid University College London.
- Gordon Willey, 1913–2002, amerikansk arkeolog specialiserad på nya världens arkeologi.
- Vilhelm IV av Storbritannien, 1765–1837.
- Dyfri Williams, f. 1952, klassisk arkeolog.
- Harold Herbert Williams, 1880–1964, forskare, präst, jurist, politiker, bibliofil och expert på Jonathan Swifts författarskap.
- Sam Willis, f. 1977, marin- och sjöhistoriker, tv-programledare och skriftställare.
- George Willmot, 1908–1977, arkeolog och intendent.
- Samuel Wix, 1771–1861, präst och kontroversist.
- Thomas Woodcock, f. 1951, riksheraldiker med befattningen Garter Principal King of Arms.
- Bernard Bolingbroke Woodward, 1816–1869, frikyrkopastor, antikvarie och kunglig bibliotekarie på Windsor Castle.
- Daniel Woolf, f. 1958, brittisk-kanadensisk historiker.
- George de Worms, 2:e baron de Worms, 1829–1902, österrikisk aristokrat (titulär) samt engelsk offentlig tjänsteman och bankman.
- Richard Worsley, 7:e baronet Worsley, 1751–1805, politiker och samlare av antikviteter.
- Christopher Wright, verksam 1974–2005, förre Head of Manuscripts (ung. "chef för manuskriptavdelningen") vid British Library.
- Michael T. Wright, f. 1948, förre intendent för maskinteknik vid Science Museum i London och därefter vid Imperial College London.
- Warwick William Wroth, 1858–1911, Senior Assistant Keeper of Coins and Medals (ung. "förste biträdande intendent vid avdelningen för mynt och medaljer") vid British Museum.[18]
- Henry Penruddocke Wyndham, 1736–1819, parlamentsledamot (Whig), topograf och författare.
- Allan Wyon, 1843–1907, medaljör (äldre ord för medaljgravör) och sigillgravör.

## Y

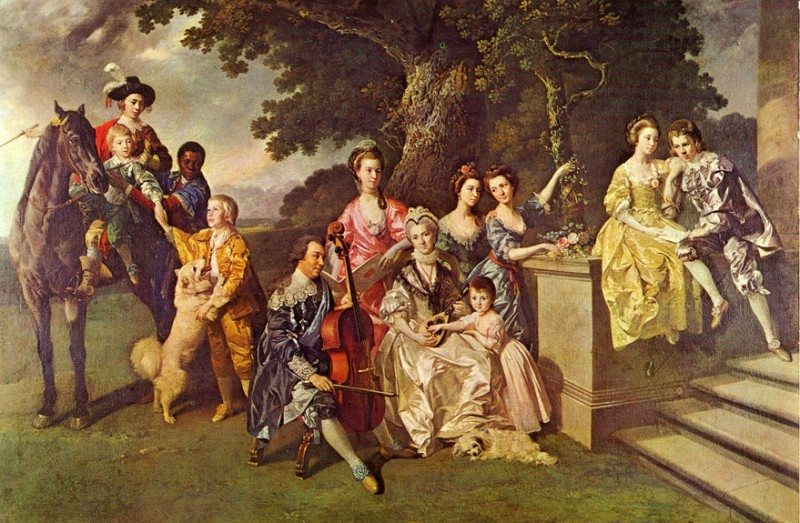
En ung William Young, blivande 2:e baronet Young (längst ut t.h.), med sin familj.

- Joseph Brooks Yates, 1780–1855, handelsman och antikvarie.
- Richard Yates, 1769–1834, präst och antikvarie.
- Philip Yorke, 1743–1804, walesisk antikvarie.
- Charles Young, 1795–1869, riksheraldiker med befattningen Garter Principal King of Arms.
- Peter Young, 1915–1988, historiker och brigadgeneral (motsv. överste av första graden).
- Sir William Young, 2:e baronet Young, 1749–1815, guvernör över Tobago, politiker och sockerrörsplantageägare.

## Z
- George Zarnecki, 1915–2008, polsk-engelsk professor i konsthistoria, forskare specialiserad på medeltidens konst och engelsk skulpturkonst i romansk stil.

### Huvudartikel
- Society of Antiquaries of London

### Arkeologi och historia
- Arkeologi
  - Fornminne
  - Kulturmiljö
  - Kulturmiljövård
- Historievetenskap
  - Antiken
  - Storbritanniens historia

### Svensk antikvarisk historia
- Antikvarisk-topografiska arkivet (ATA)
- Antikvitetskollegium (senare Antikvitetsarkivet)
- Vitterhetsakademien

### Yrken, titlar och epitet i listan
| - Affärsman - Akademiker - Anatom - Antikvarie (äv. fornhistoriker, förhistoriker) - Antropolog - Arabist - Arkeolog - Arkitekt - Arkivarie - Bankman - Baron - Baronet - Bibliofil - Bibliograf - Bibliotekarie - Biograf - Biskop - Botaniker - Civilingenjör - Civiltjänsteman - Direktör | - Docent - Domprost - Earl - Ecklesiolog - Egyptolog - Essäist - Etnograf - Filantrop - Filolog - Folklivsforskare - Forskare - Fredsdomare - Författare - Genealog - Geograf - Geolog - Gravör - Handelsman - Hertig - Historiker - Horolog (forskare inom tidmätning) | - Hovman - Illustratör - Impressario - Ingenjör - Intendent - Jurist - Kirurg - Klassicist - Kolumnist - Konstnär - Kritiker - Kyrkoherde - Köpman - Librettist - Lingvist - Läkare - Markis - Mecenat - Merkantilist - Metallurg - Metodiker | - Naturalist - Numismatiker - Paleolingvist - Parlamentsledamot - Poet - Politiker - Polyhistor - Professor - Professor emeritus (prof. em.) - Präst - Redaktör - Riksheraldiker - Samlare - Sekreterare - Skribent - Skriftställare - Teoretiker - Tjänsteman - Topograf - Toponymiker - Vetenskapsman | - Viscount |